# Linka B (metro v Praze)
Linka B pražského metra vede centrem ve směru jihozápad-severovýchod, na obou koncích (jihozápadním i severovýchodním) se stáčí do východo-západního směru. Je označována žlutou barvou. Má 24 stanic a délku 25 704 m; jízdní doba činí 42 minut. Přepravní kapacita činí ve špičce cca 21 000 osob za hodinu a v sedle polovinu. B je nejdelší a zatím nejmladší linka v síti metra. V jízdních řádech je označována jako linka č. 992.
Hlasatelkou linky je Eva Jurinová.

## Historie

### Úsek I.B
Výstavba prvního úseku I.B byla zahájena v roce 1979, otevřen byl 2. listopadu 1985. Tento úsek obsahuje sedm stanic od Smíchovského nádraží po Florenc, délka úseku je 4,9 km. Vzhledem k složitému geologickému podloží byl náročný na výstavbu (okolí Můstku a úsek Anděl–Karlovo náměstí, který podchází Vltavu).
Architektonické provedení linky I.B není tak nákladné jako na lince I.A, resp. I.C. Nicméně bylo provedeno ve vkusném estetickém souladu. Hlavním slučujícím prvkem trasy B byly originální závěsné sdružené nosiče osvětlení. Pak to byl způsob nasvícení prostoru –⁠ dolů svítilo bílé zářivkové světlo a klenby stanic osvětlovaly tmavě oranžové (teplé) sodíkové výbojky. Stanice Náměstí Republiky a Národní třída byly obloženy sklem Connex. Stanice Karlovo náměstí byla obložena obklady ze skleněných válcovitých dílů, u přestupních Florence a Můstku byly použity obklady z keramiky a Smíchovského nádraží nosné sloupy obložené leštěným hliníkem. Ve stanici Anděl jsou vzhledem k tematickému zaměření obklady z mramoru (imitace stanic metra v Moskvě).

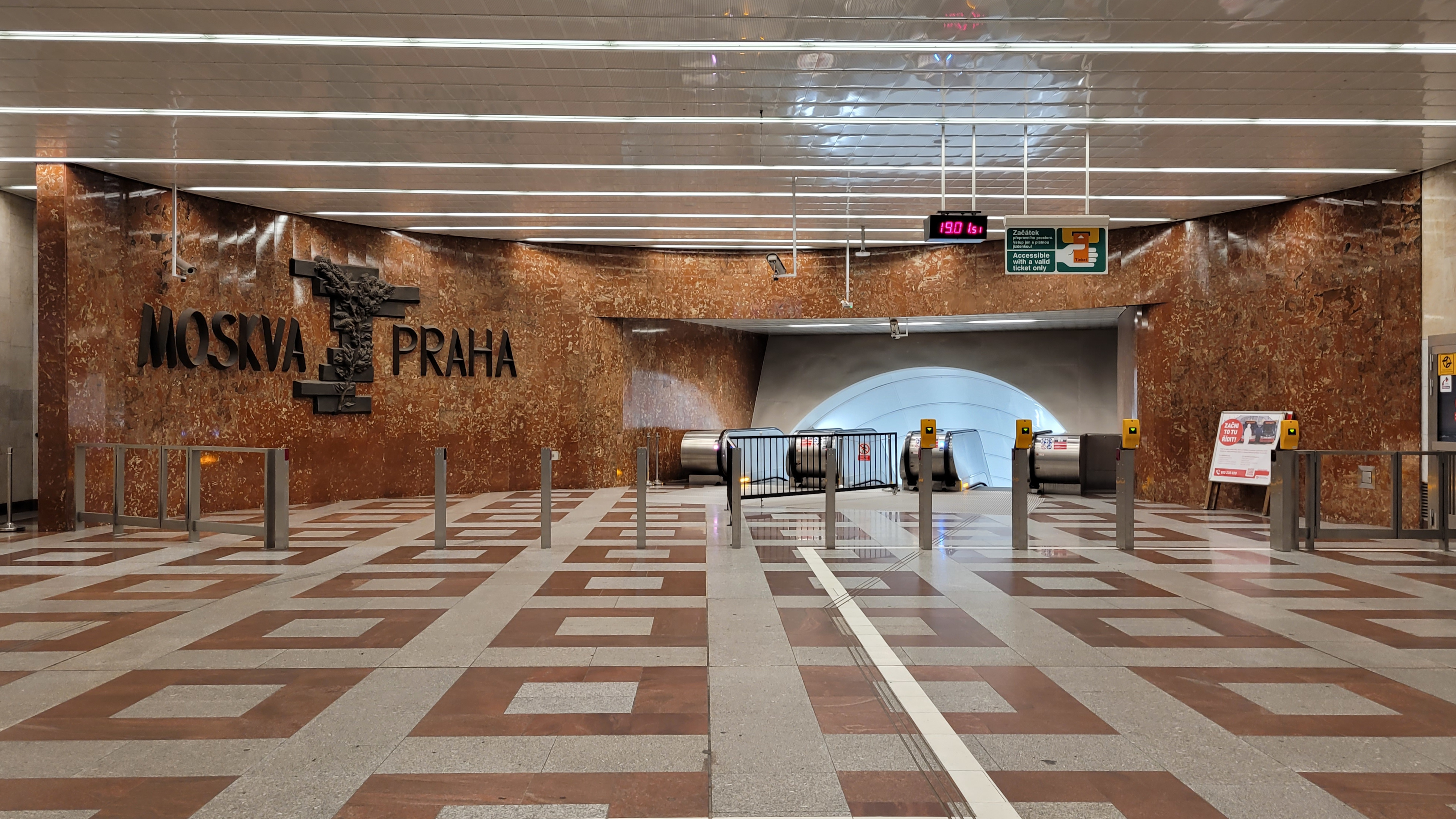
Vestibul stanice Anděl (do roku 1990 Moskevská) s netypickou výzdobou napodobující metro v Moskvě

### Úsek III.B

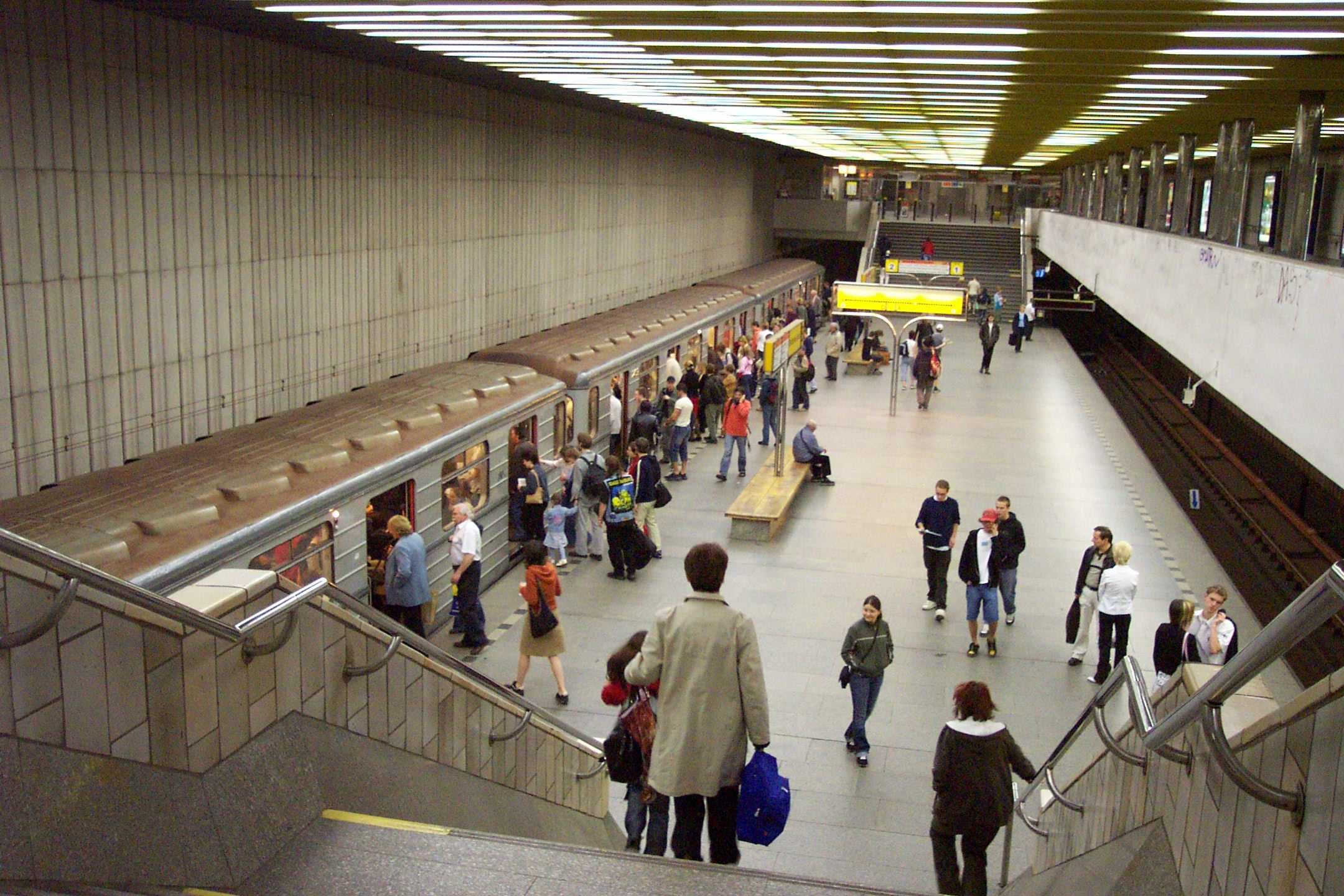
Stanice Smíchovské nádraží, otevřená roku 1985

Úsek III.B o délce 4,9 km a mezi Smíchovským nádražím a Novými Butovicemi byl otevřen 26. října 1988. Nachází se na něm 3 stanice –⁠ Radlická, Jinonice (dříve Švermova) a Nové Butovice (dříve Dukelská). Stanice Radlická a Nové Butovice jsou hloubené, stanice Jinonice je ražená. První dvě stanice se velmi málo využívají –⁠ stanice Radlická je dokonce druhá nejméně využívaná v celé síti pražského metra. Na konci 80. let zde bylo totiž plánováno sídliště, které se ale po pádu socialismu nevystavělo.

### Úsek II.B

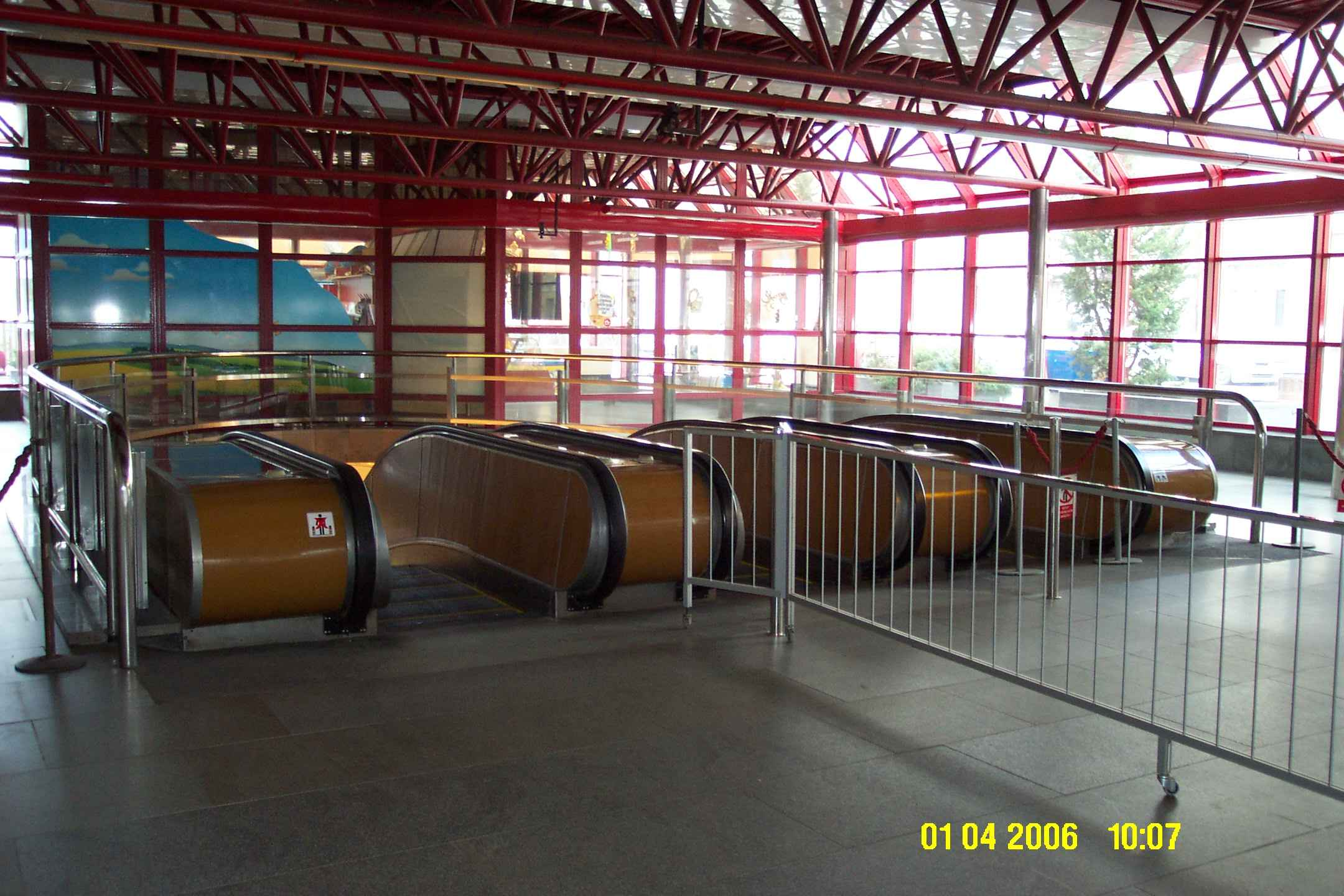
Vestibul stanice Českomoravská (v původním projektu pojmenována Antonína Zápotockého)

Dne 22. listopadu 1990 byl otevřen úsek II.B, který k trase přidal 4,4 km trati a 4 nové stanice za Florencí po Českomoravskou. K jeho dokončení byly také odstraněny všechny ideologické názvy stanic v síti metra (na tomto úseku Zápotockého změnena na Českomoravská a Hakenova změněna na Invalidovna). Vzhledem k úsporným opatřením zavedeným po pádu socialismu nebyly důsledně dokončeny prvky pro ochranu podzemní části trati při jejím ohrožení, což se projevilo při povodních v srpnu 2002.

### Úsek V.B

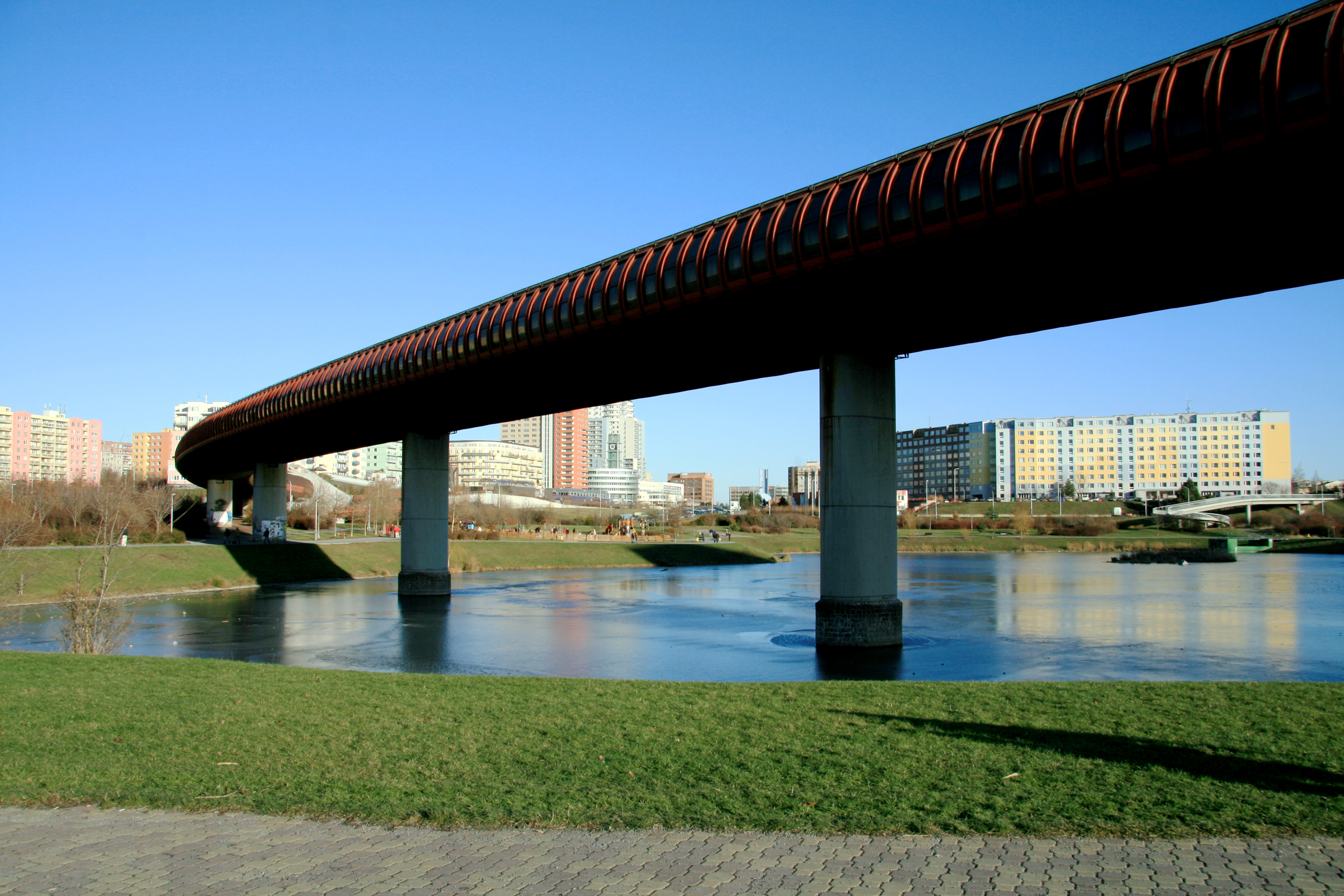
Tubus metra překračující Nepomucký rybník ve Stodůlkách

Úsek V.B mezi Novými Butovicemi a Zličínem (5 stanic –⁠ Hůrka, Lužiny, Luka, Stodůlky a Zličín, délka 5,1 km + Depo Zličín), jehož část je vedena, jako jedna z mála v síti pražského metra, jako nadzemní, byl otevřen 11. listopadu 1994.

### Úsek IV.B

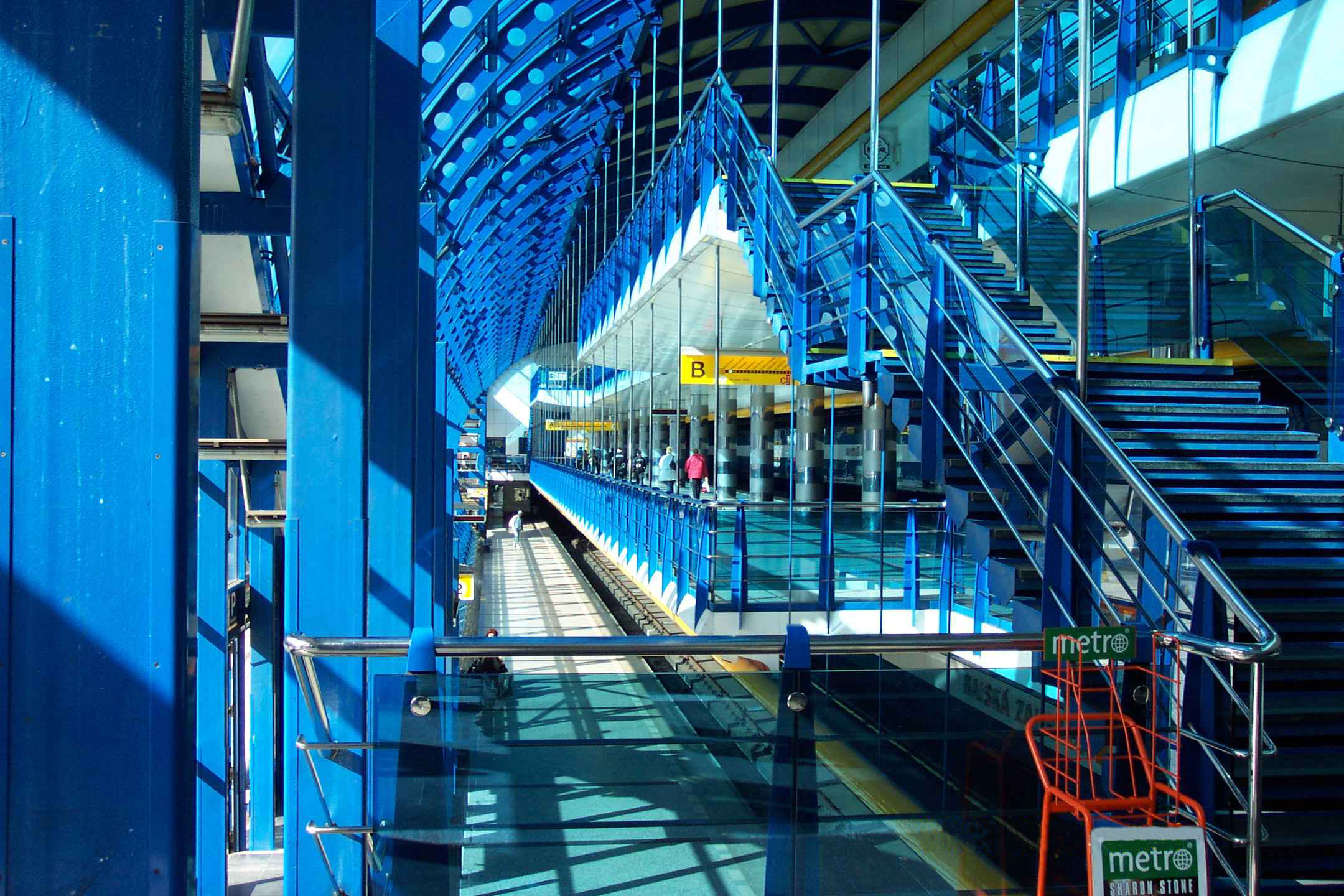
Rajská zahrada, atypická povrchová stanice, kde jsou koleje uspořádány nad sebou

Poslední část IV.B, se zprovoznila 8. listopadu 1998, má 6,3 km a vede z Českomoravské na Černý Most. Tento úsek obsahuje 5 stanic, v roce 1998 však zůstávaly nedostavěny stanice Hloubětín a Kolbenova, které byly otevřeny až v letech 1999, resp. 2001. Bylo tomu tak z finančních důvodů; kvůli zpoždění výstavby dvou stanic se náklady na celý úsek snížily o dvě miliardy Kč. Celá akce s neotevřenými stanicemi byla rychle zpolitizovaná, neboť tehdejší kandidát na primátora Martin Bursík (za KDU-ČSL v rámci Čtyřkoalice) začal veřejnou kritikou tehdejšího primátora Koukala (ODS).

## Uvažovaná prodloužení

### Větev Stodůlky – Západní Město
V 80. letech existovaly předběžné záměry například vybudování větve ve směru Stodůlky–Horky, které počítaly s výstavbou panelových sídlišť.
V souvislosti s plánovanou výstavbou Západního Města se tato odbočka objevila v konceptu územního plánu zveřejněném v listopadu 2009 jako podmínka výstavby tohoto nového sídelního celku. Odbočka o délce 2,0 km má mít jedinou stanici, která je pracovně nazývaná Západní Město, alternativně Horka. Větev má využít již založenou odbočku za stanicí metra Stodůlky. U konečné stanice má být terminál veřejné dopravy s vazbou na Pražský okruh. Připravovaný Metropolitní plán hlavního města Prahy s odbočkou počítá v režimu územní rezervy.

### Stanice Depo Zličín
V roce 2020 byla zpracována studie o prodloužení metra do stanice Depo Zličín, přičemž by došlo k výstavbě parkovacího domu pro 600 automobilů a rekonstrukci depa, která je, jak uvedl generální ředitel DPP Petr Witowski, potřebná pro budoucí zkrácení intervalů na lince a také pro testy autonomních souprav pro metro D. Dle informací z října 2020 byly náklady odhadovány na 1,4 miliardy korun a stavba měla začít v létě 2023.

### Prodloužení na východním konci
Na východním konci trati se bývalá starostka městské části Horní Počernice Hana Moravcová snažila prosadit prodloužení metra B přímým směrem do Horních Počernic.[zdroj?] Kromě toho se spekulovalo také o jiném prodloužení, jihovýchodním směrem, o stanice: Svépravice, Xaverov, Běchovice, Blatov, Újezd nad Lesy a Úvaly.[zdroj?]

## Stanice
Linka B pražského metra vede centrem ve směru jihozápad-severovýchod, na obou koncích (jihozápadním i severovýchodním) se stáčí do východo-západního směru. Je označována žlutou barvou. Má 24 stanic a délku 25 704 m; jízdní doba činí 42 minut. Přepravní kapacita činí ve špičce cca 21 000 osob za hodinu, v sedle polovic. B je nejdelší a zatím nejmladší linka v síti metra. V jízdních řádech je označována jako linka č. 992.

### Stanice Černý Most

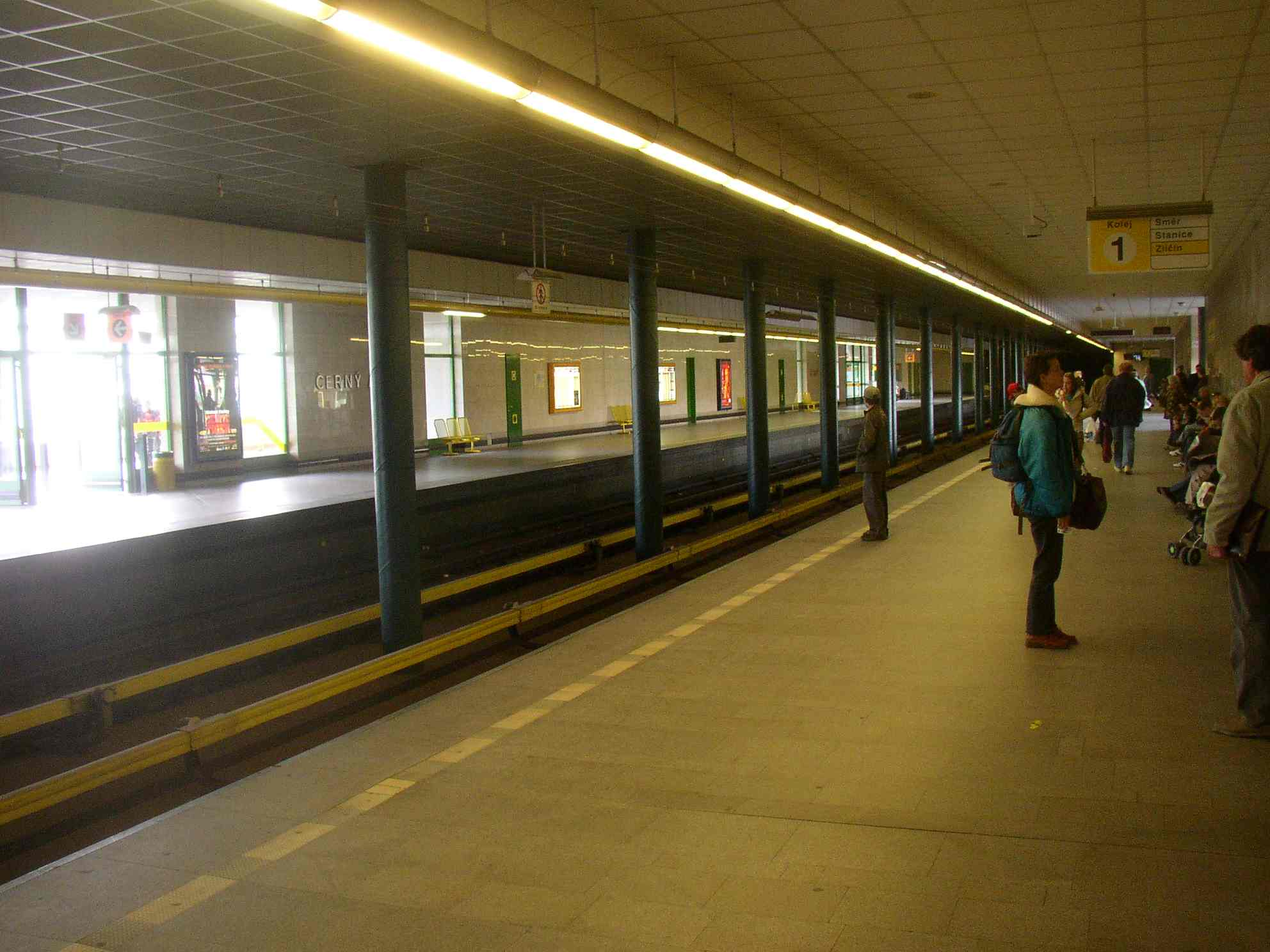
Stanice Černý Most

Stanice je povrchová, jelikož trať je do ní vedena nadzemním tubusem. Stanice má boční nástupiště, která jsou spojena nadchodem. Za stanicí je možno v odstavných 1kolejích provádět jednoduché opravy vlaků. Stanice je obložena bílými dlaždicemi. Stanice nemá vestibuly, odjezdové nástupiště přiléhá k výstupní hraně autobusového terminálu, příjezdové nástupiště navazuje na jižní straně stanice na soustavu schodišť ke dvěma odjezdových hran autobusového stanoviště umístěného o úroveň níže a lávek směřujících do sídliště a k obchodnímu centru CČM. Pravá odjezdová hrana (blíže stanici metra) je určena pro dálkovou dopravu převážně do severovýchodních Čech a pro neintegrovanou příměstskou dopravu, levá hrana slouží městským a příměstským linkám Pražské integrované dopravy a speciálním městským linkám k obchodním centrům (dříve k CČM, později k OD IKEA).

### Stanice Rajská zahrada

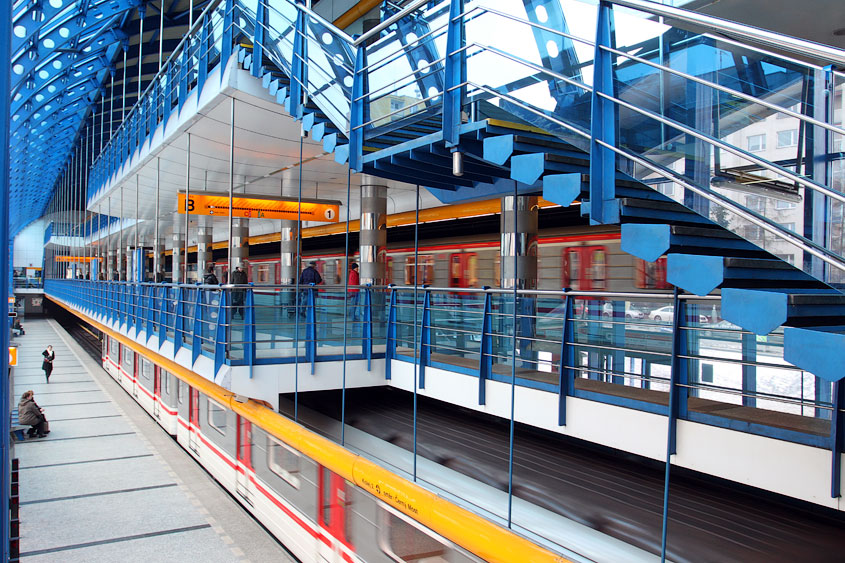
Stanice Rajská zahrada

Rajská zahrada je atypická stanice. Není ražená či hloubená, nýbrž povrchová. Jednotlivé koleje jsou umístěny nad sebou, směrem do sídliště je velká prosklená a klenutá stěna. Celá stavba má pak tvar válce zasazeného jednou polovinou šikmo do země. Kostra konstrukce této stanice je v tmavomodré barvě. Architekty stanice jsou Ing. arch. Patrik Kotas a Ing. Jaroslav Kácovský. Rajská zahrada byla díky svému unikátnímu architektonickému ztvárnění vyhlášena stavbou roku 1999. Mezi ní a stanicí Černý Most je dlouhý tubus, který je zároveň přístupný z vrchu pro pěší. Návazná doprava jsou autobusy v Cíglerově ulici. Od dubna 2024 je stanice lávkami pro pěší spojena s železniční zastávkou Praha-Rajská zahrada.

### Stanice Hloubětín

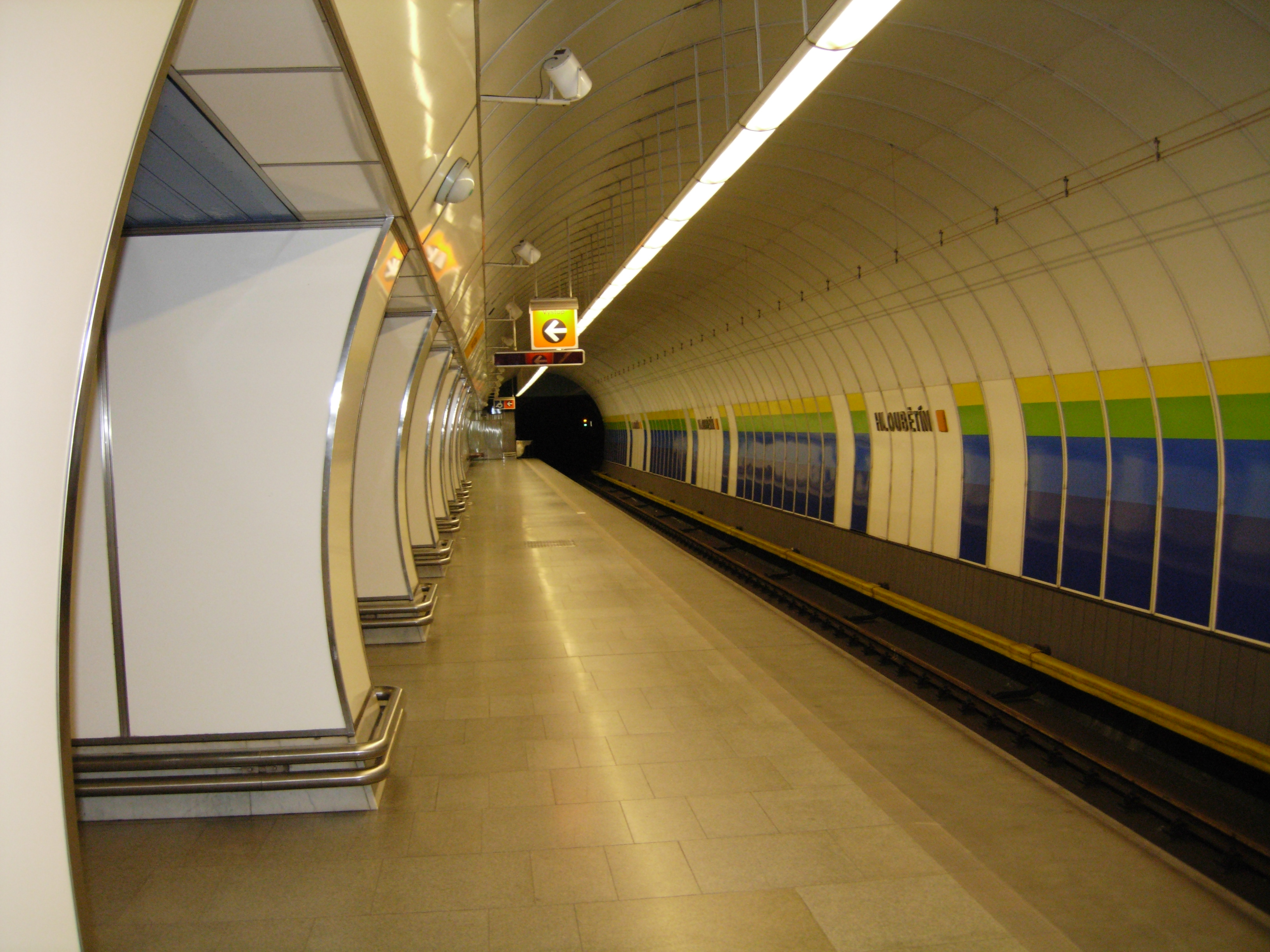
Stanice Hloubětín

Stanice je ražená, trojlodní se zkrácenou střední lodí a sedmi páry prostupů na nástupiště, které se nacházejí 26 m pod povrchem. Obklady stěn za kolejištěm jsou řešeny smaltovanými plechy s kombinací barev: bíle, žluté, zelené a dvou odstínů modré. Tato barevná kombinace však provází stanici nejen na stěnách za kolejištěm, ale i v eskalátorovém tunelu, ve vestibulu a výstupech na povrch. Stanice Hloubětín má jeden výstup s jedním eskalátorovým tunelem a jedním vestibulem, napojeným do podchodu pod Poděbradskou ulicí. Umožněn je také vstup handicapovaným osobám pomocí výtahu. Stanice se stavěla mezi lety 1991−1999, v období 1998−1999 za provozu, kvůli nedostatku financí pražského magistrátu byla dokončena dodatečně. Zastávka tramvaje nad stanicí se do roku 1999 jmenovala Havana.

### Stanice Kolbenova

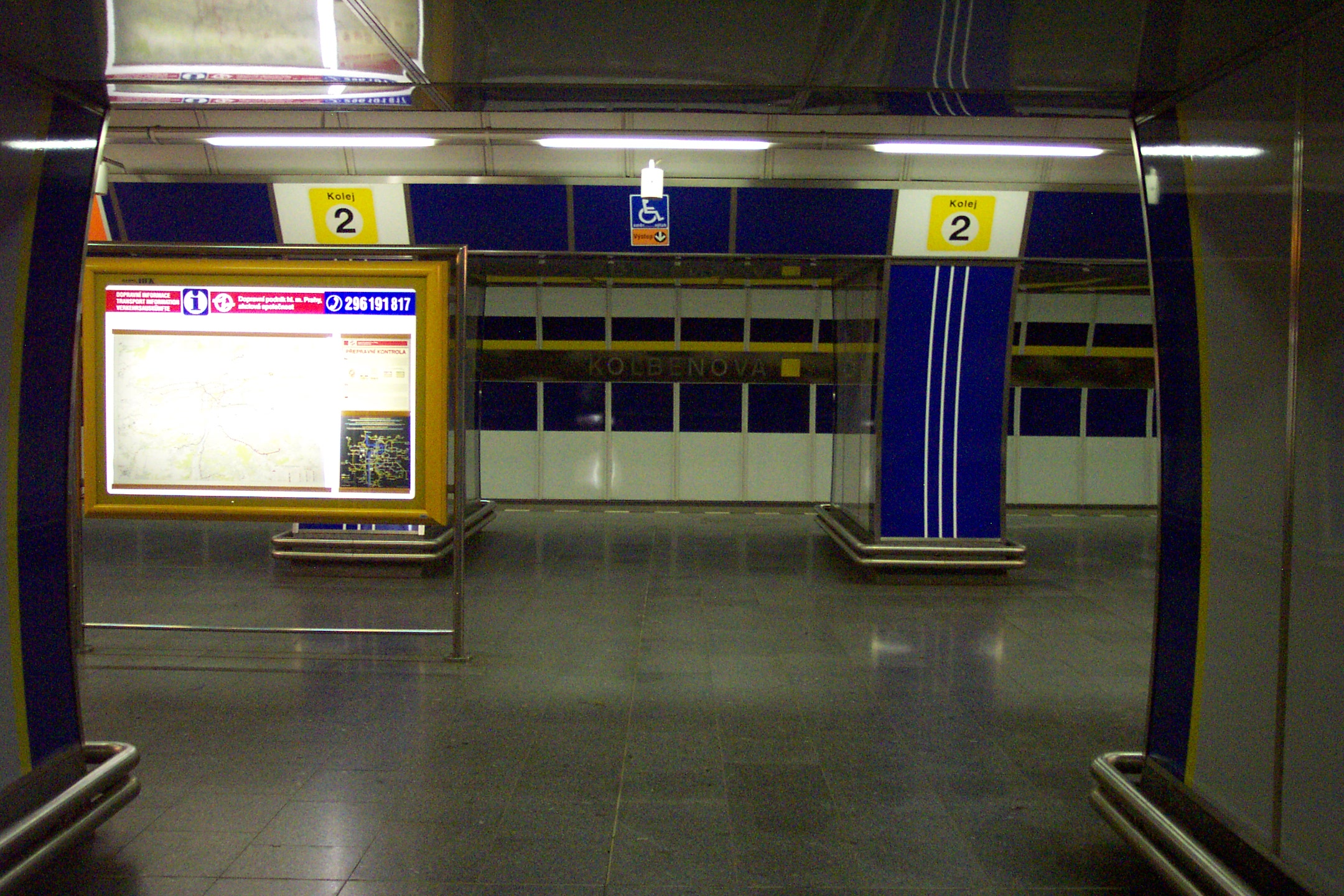
Stanice Kolbenova

Stanice je podzemní (26 m hluboko), ražená, trojlodní se zkrácenou střední lodí (46 m dlouhá), jedním eskalátorovým tunelm vedeným do povrchového vestibulu. Jedná se o klasickou stanici pražského typu. Ve stanici je výtah pro osoby se sníženou pohyblivostí a pro vozíčkáře. Obklady stanice tvoří: bílé, modré a žluté smaltované plechy. Stanice Kolbenova je však jednou z nejméně frekventovaných stanic pražského metra.
Původně zamýšlený (pracovní) název byl ČKD.

### Stanice Vysočanská

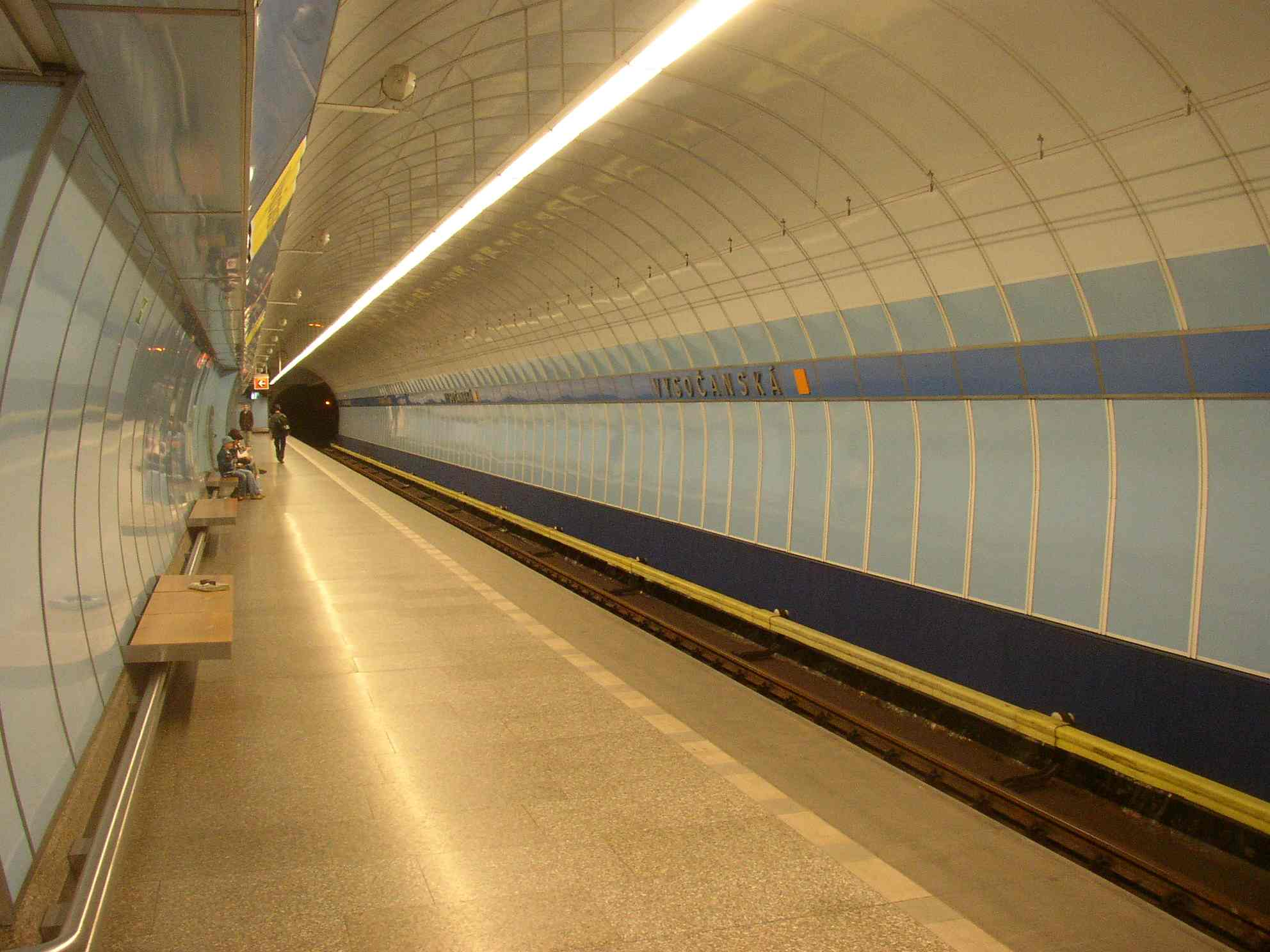
Stanice Vysočanská

Vysočanská je ražená trojlodní stanice pražského typu se zkrácenou délkou střední lodi. Nástupiště je 31 m hluboko. Má dva výstupy; první je východní, který je po eskalátorovém tunelu s tříramennými eskalátory vyveden do podpovrchového mělko založeného vestibulu s výstupy k autobusovým stanovištím. Druhý je západní, který vychází z druhého konce střední lodě a po několika metrech se lomí – navazující eskalátorový tunel vede kolmo k ose stanice a ústí v povrchovém vestibulu u ulice Sokolovská a sídla DP, kde je návaznost na tramvajovou dopravu. Tento druhý výstup byl otevřen dodatečně (28. června 2000), vzhledem k tomu, že na celou stavbu IV. B chyběl dostatek finančních prostředků.

### Stanice Českomoravská

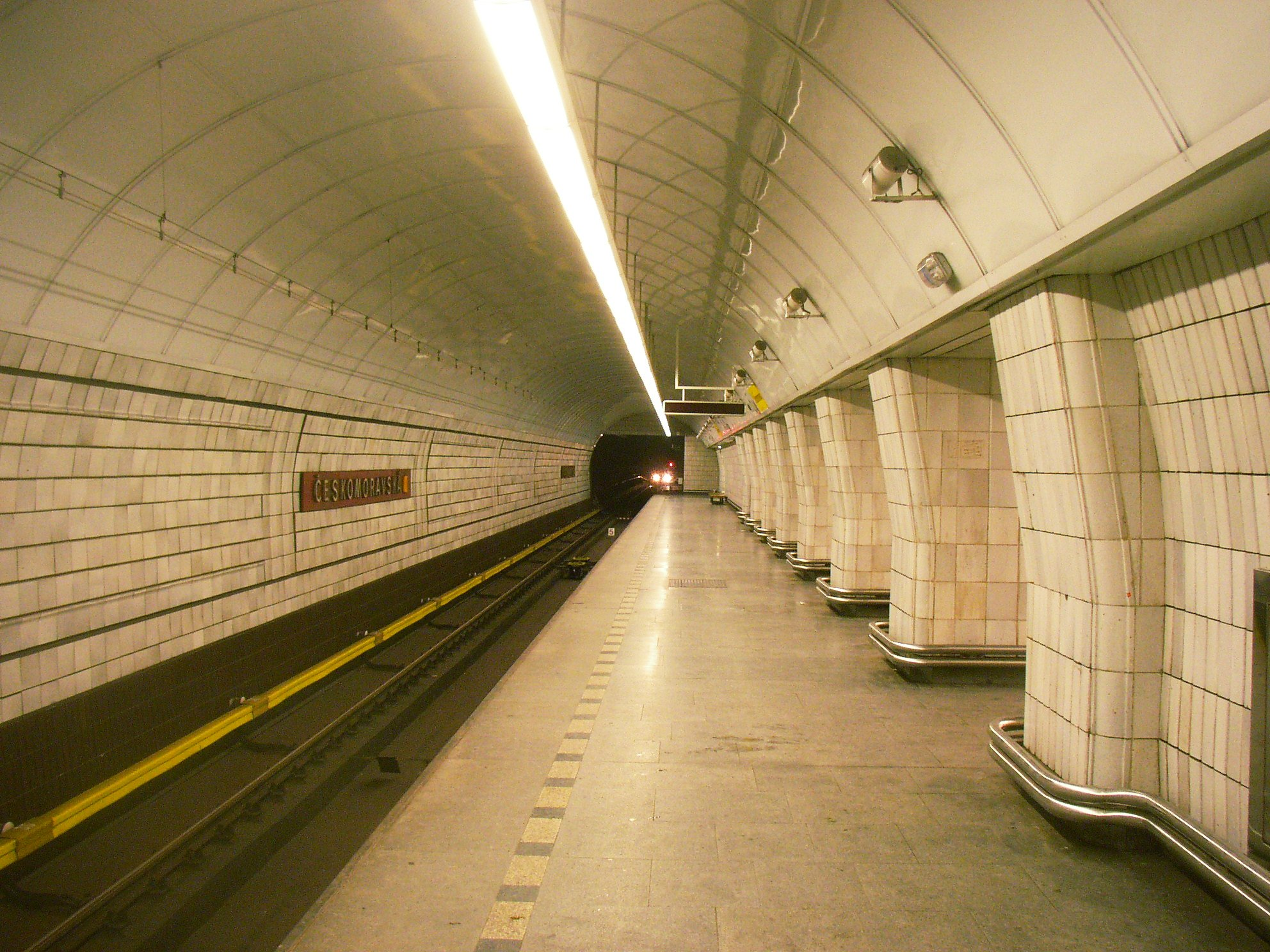
Stanice Českomoravská

Stanice je ražená, pilířová s trojlodní konstrukcí se zkrácenou střední lodí, celková její délka činí 184 m. Z toho nástupiště tvoří zhruba 100 m, široké je 18,6 m. Českomoravská je založena 25,8 m pod povrchem Drahobejlovy ulice ve Vysočanech a má jeden výstup s jedním povrchovým vestibulem. Ten je železobetonový a prosklený, dvoupodlažní konstrukce. S nástupištěm jej spojuje tříramenný hlubinný eskalátor. Součástí povrchového vestibulu je také napojující se terminál autobusové dopravy, konkrétně dvou městských linek obsluhujících severovýchod Prahy a jedné příměstské linky do Brandýsa nad Labem-Staré Boleslavi. Do prodloužení linky B na Černý Most (1998) a zejména linky C do Letňan (2008) zde bylo ukončeno mnohem více linek. Obkladem stanice jsou bílé glazované dlaždičky, na stěnách za nástupišti je pak pod nápisem stanice umístěn podklad ve višňově červené barvě. Dlaždičky jsou zde rozděleny do velkých polí oddělených spárami také s višňově červenou barvou.

### Stanice Palmovka

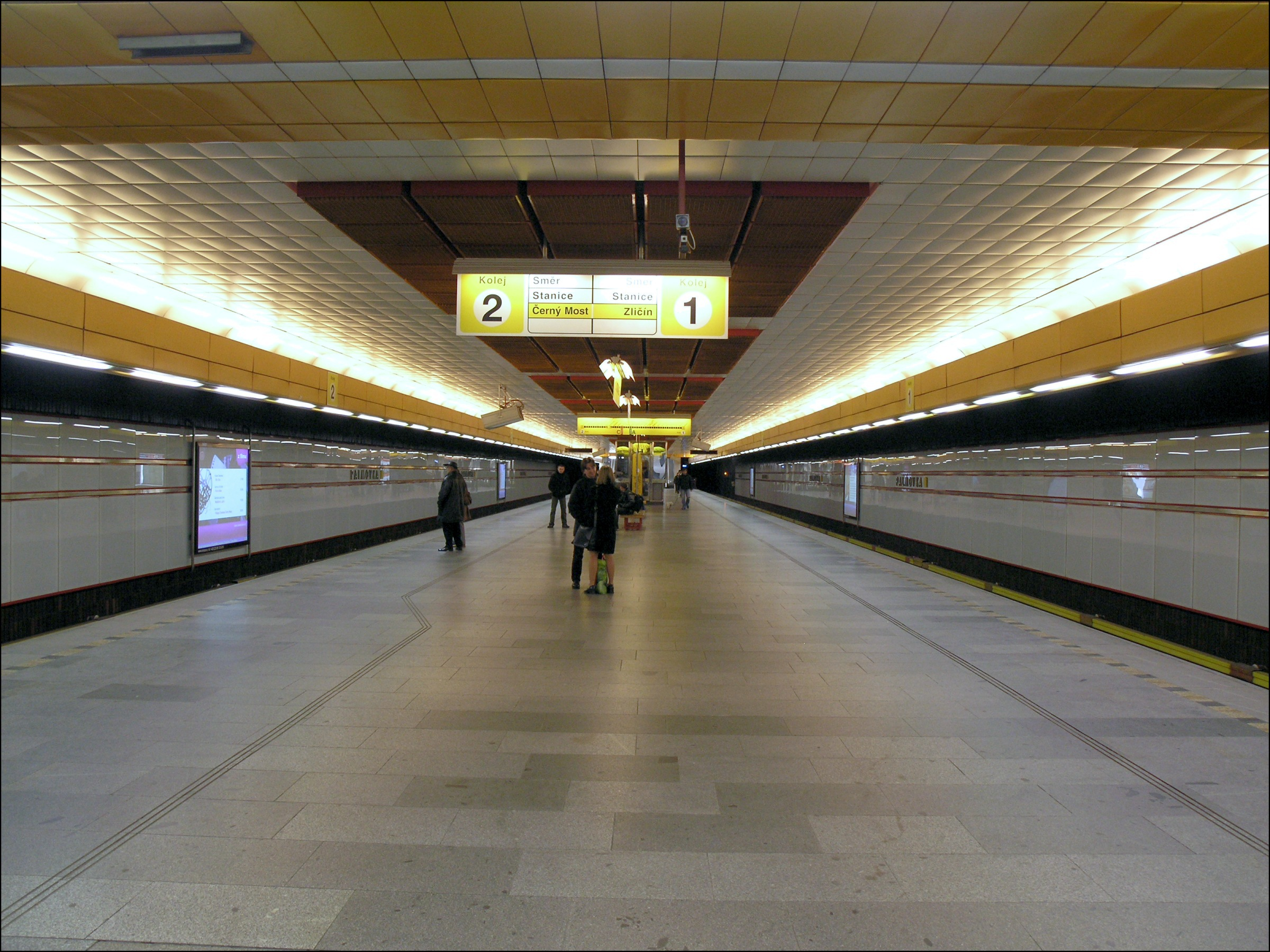
Stanice Palmovka

Stanice se nachází podélně s a pod ulicí Na Žertvách. Je hloubená, založená v mělké jámě (12,4 m pod povrchem), 8,5 m pod hladinou podzemní vody. Palmovka je dlouhá 203 m a má 10 m široké nástupiště, bez sloupů. Ze stanice vedou dva vestibuly spojené s nástupištěm eskalátory. První vestibul vede na pěší zónu ke křižovatce Palmovka, kde je možný přestup na tramvajovou dopravu, druhý pak směřuje k místnímu autobusovému nádraží na náměstí Bohumila Hrabala. Palmovka je obložena bílým, perleťovým dekorativním sklem a obkladačkami, vestibuly jsou obloženy mramorovými deskami. Stanice má bezbariérový přístup. Při jízdě po eskalátorech je možné si všimnout malé cedulky, která ukazuje, kam až byla stanice zatopena při povodních v roce 2002.

### Stanice Invalidovna

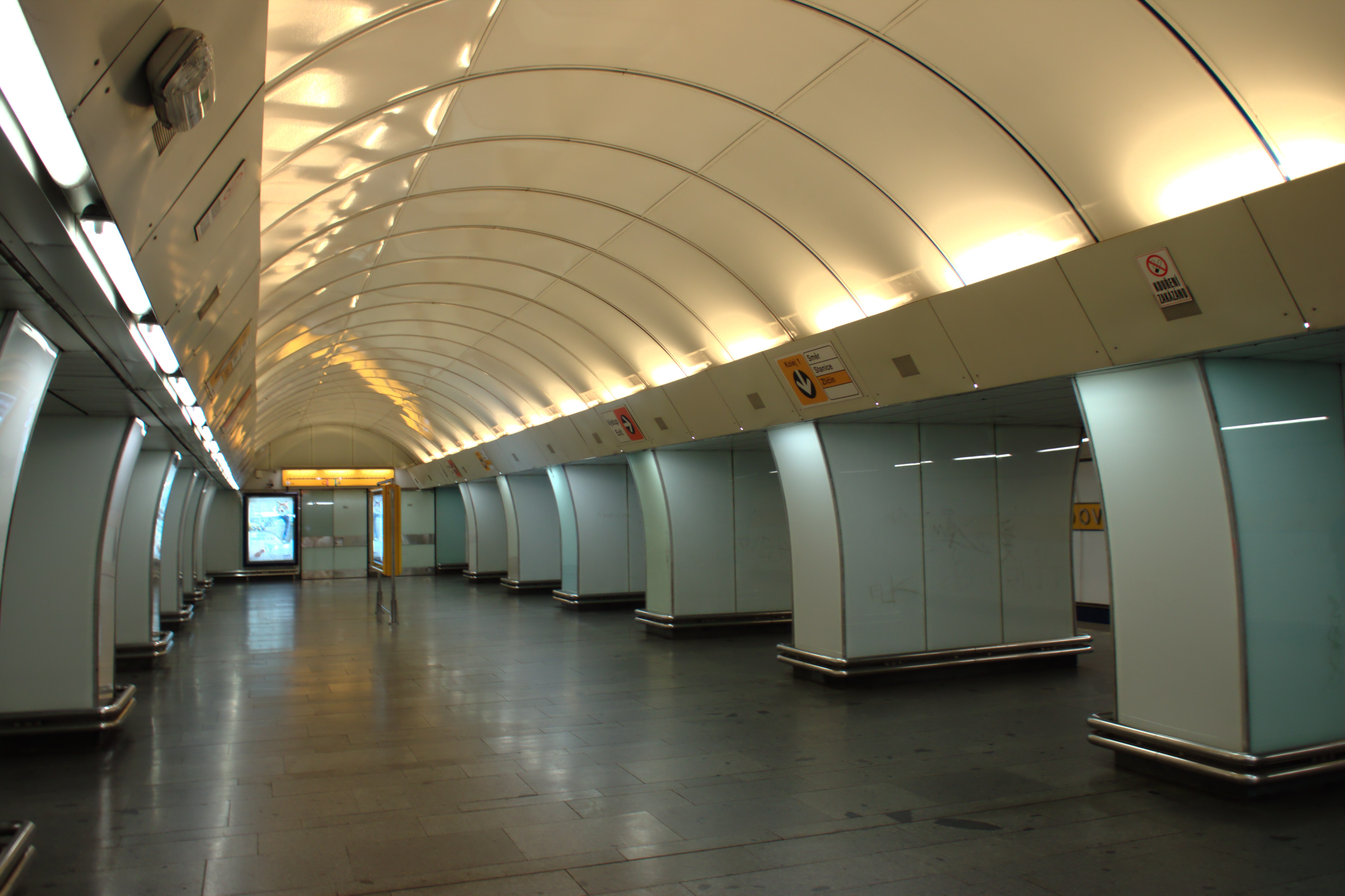
Stanice Invalidovna

Stanice je trojlodní, se zkrácenou střední lodí se sedmi páry prostupů mezi nástupišti a střední lodí, za střední lodí pokračuje technologický tunel. Invalidovna je široká 18,6 metrů a nachází se 20 m pod povrchem stejnojmenného sídliště. Stanice má jeden výstup s jedním vestibulem. Obklad ve stanici je perleťové/bílé sklo. Výstavba stanice probíhala v letech 1986–1990 a stála 308 mil. Kčs.

### Stanice Křižíkova

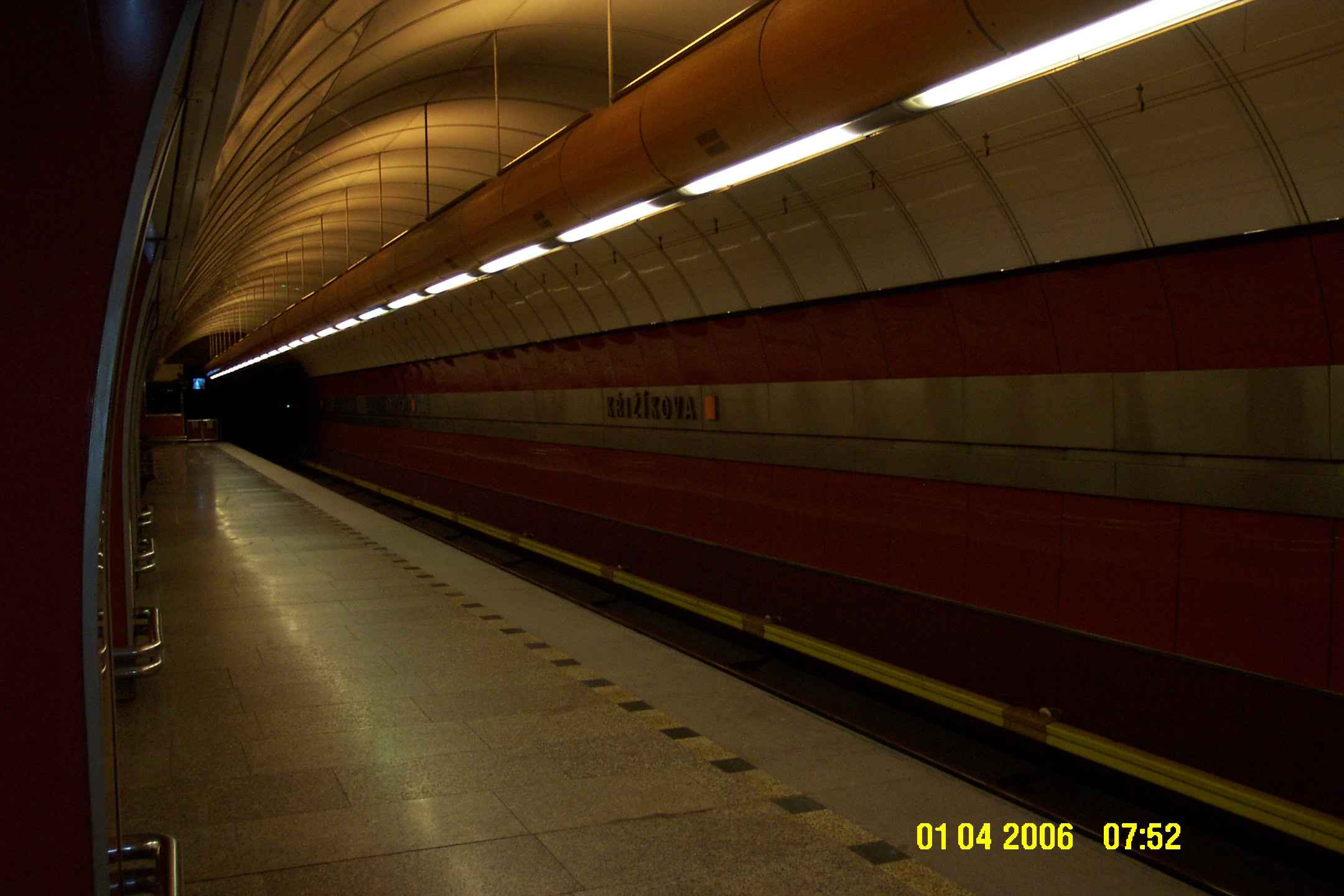
Stanice Křižíkova

Stanice je podzemní ražená trojlodní se zkrácenou střední lodí, se sedmi páry prostupů mezi střední lodí a nástupišti; celková délka stanice i s technologickým tunelem činí 212 metrů. Celá stanice je dlouhá 111 metrů a nachází se 34,8 m hluboko pod povrchem Křižíkovy ulice. Vzdálenost mezi kolejemi – šířka nástupiště činí 18,7 metrů. Stanice je obložena červenohnědým sklem Connex a má jen jeden výstup (vede eskalátorovým tunelem s 37 m dlouhými eskalátory kolmo k ose stanice) a jeden povrchový vestibul. Její výstavba, probíhající v letech 1986–1990, stála 353 milionů Kčs.

### Stanice Florenc (dříve Sokolovská)

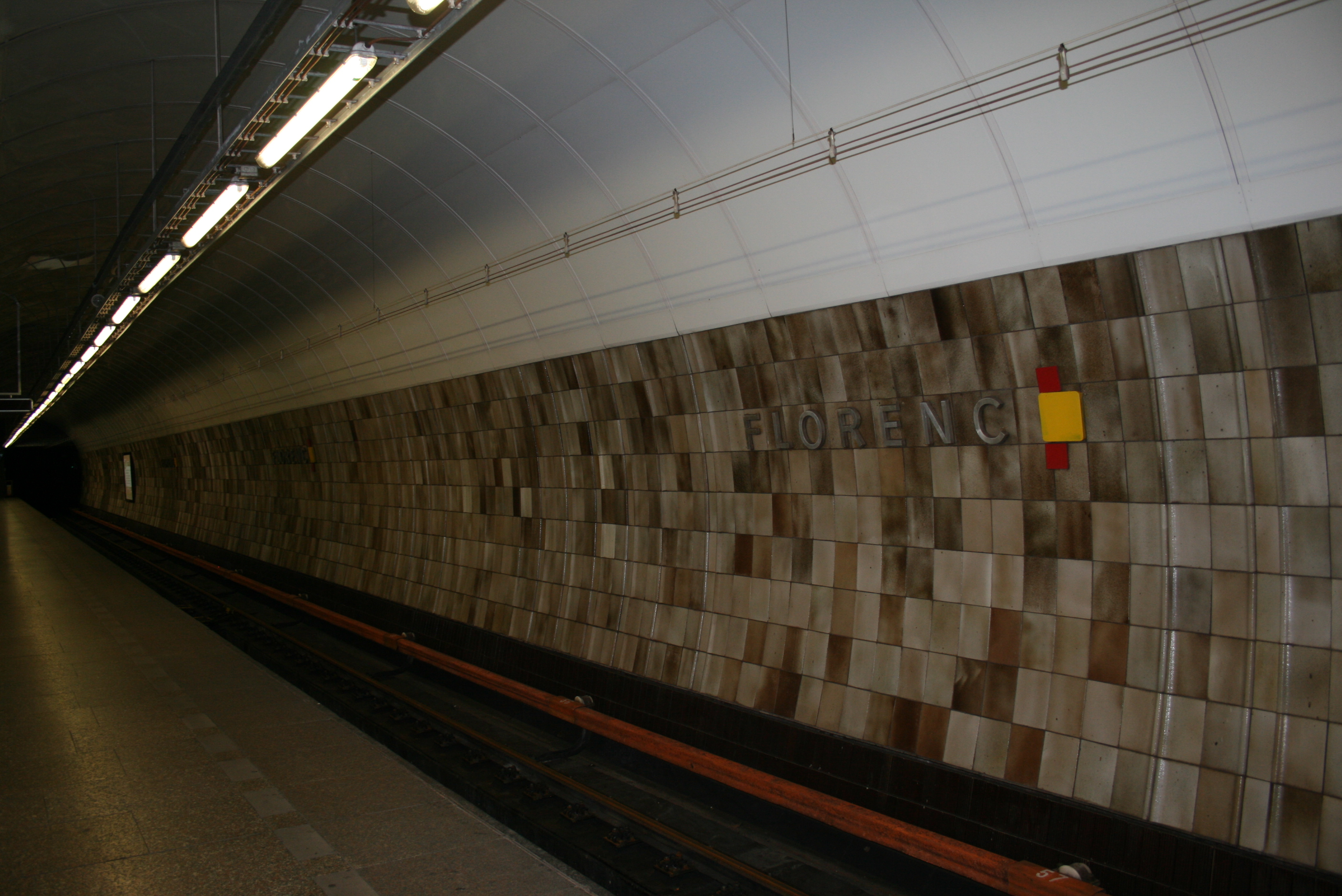
Stanice Florenc

Na lince B je stanice trojlodní, se zvýšenou střední lodí, sloupová. Má 23 párů prostupů. Toto nástupiště je založeno 39 metrů pod zemí, dostatečně hluboko pod nástupištěm pro linku C. Do roku 1990 plnila funkci konečné stanice. Budována byla v letech 1977–1985 vynaloženy byly náklady ve výši 560 milionů Kčs.
Obklad prostoru nástupiště tvoří keramické dlaždice v různých odstínech hnědé a béžové a desky Ekrona.

### Stanice Náměstí Republiky

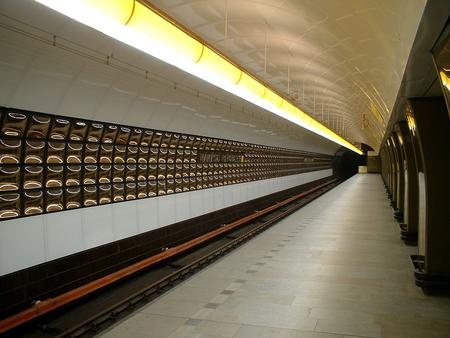
Stanice Náměstí Republiky

Náměstí Republiky je trojlodní stanice s 18 páry prostupů na nástupiště, ražená s plnou délkou střední lodi. Dlouhá je 110 m a je založena 40 m hluboko pod povrchem.
Má dva výstupy, dva podzemní vestibuly a tři eskalátorové tunely. Oba vestibuly mají podpovrchovou dvoupodlažní monolitickou konstrukci ze železobetonu, zčásti zastropenou prefabrikovanými předpjatými nosníky. K vestibulu pod náměstím Republiky vede jeden tunel, k vestibulu na Masarykovo nádraží vede jeden krátký tunel s eskalátory Transporta československé výroby, na níž se napojuje další dlouhý s klasickým typem ruských eskalátorů, umístěný oproti tomu prvnímu zhruba kolmo.
Obkladem stanice jsou skleněné desky, desky Ekrona (strop) a vypouklé čočky (stěny za nástupištěm).

### Stanice Můstek

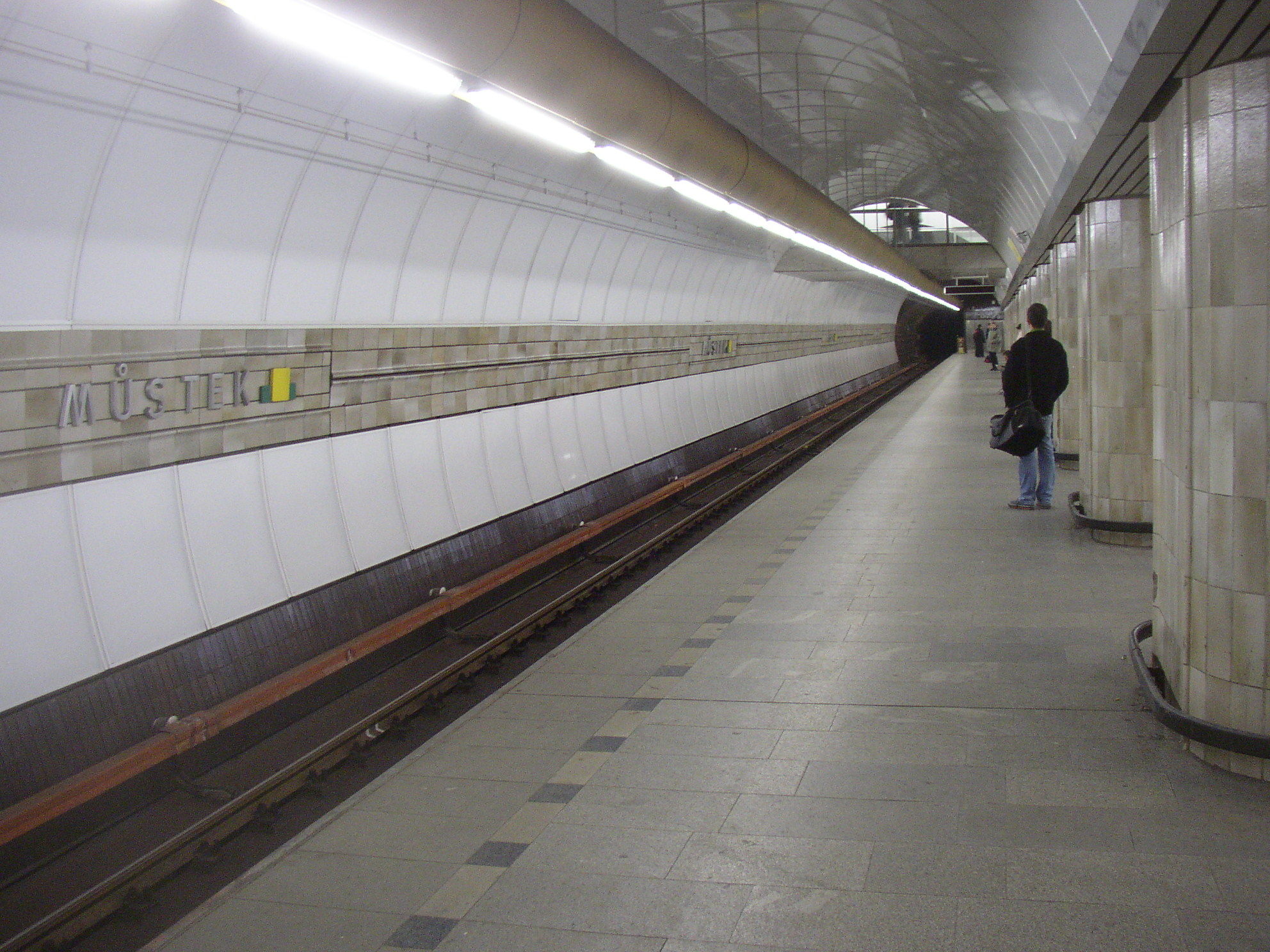
Stanice Můstek

Stanice se nachází pod ulicí 28. října, 10 m pod úrovní nástupiště na trati A, 40,3 m pod povrchem. Je trojlodní sloupová, s převýšenou střední lodí s raženými přestupními chodbami po průměru 5,1 a 9,2 m. Má jen jeden výstup a vestibul, teoreticky je ale možné dobudovat výstup druhý do prostoru Myslbek nebo Černá Růže.

### Stanice Národní třída

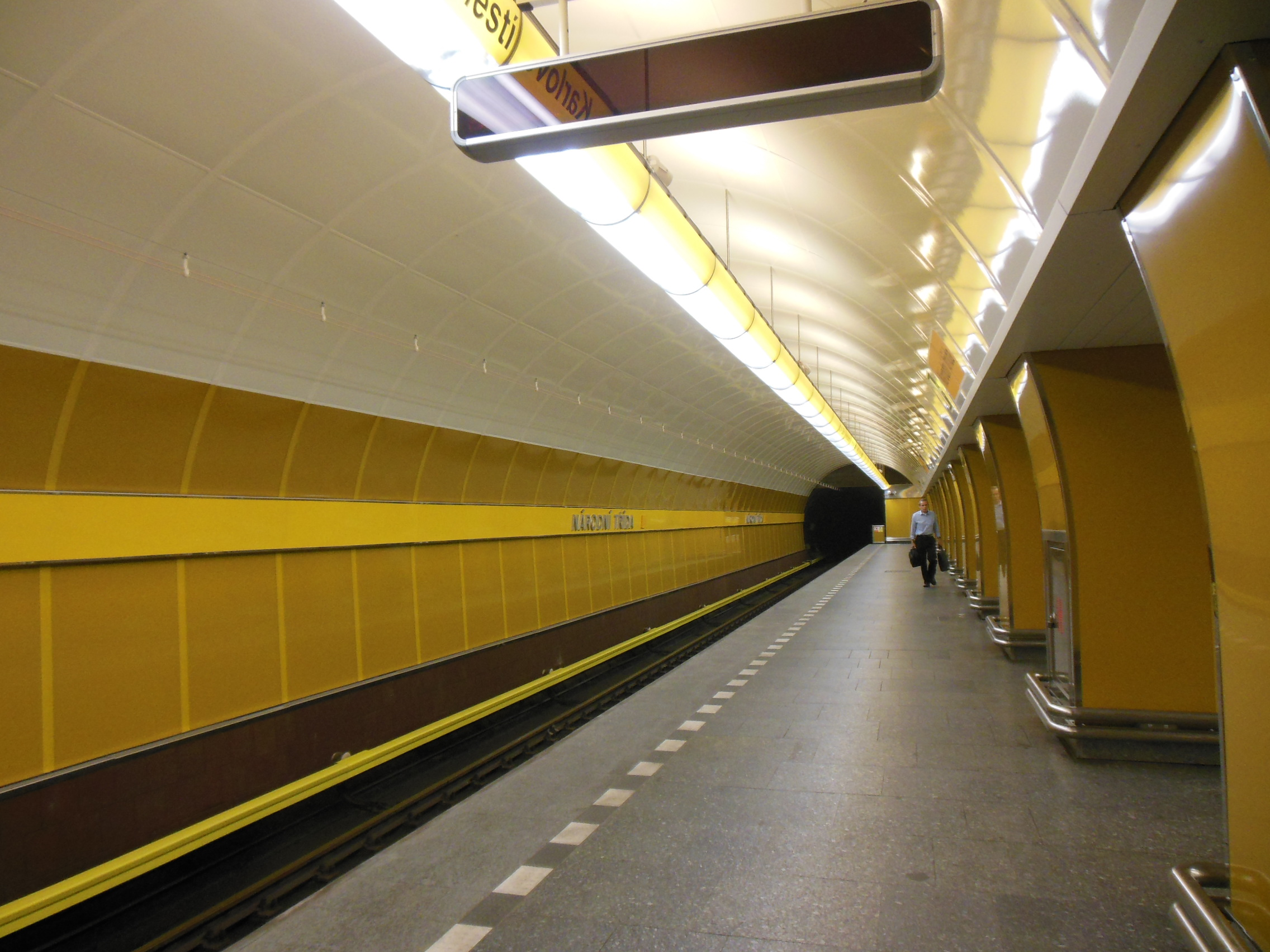
Stanice Národní třída

Národní třída je ražená, pilířová, trojlodní stanice se zkrácenou střední lodí směrem na jih (délka 65 m), a prodlouženou směrem na sever jako přestupová chodba (délka 69 m) . Tříramenný eskalátor vede do podzemního vestibulu, který přímo navazuje na OC Quadrio. Dále pak další tři eskalátoru na nároží Spálené a Purkyňovy.
Stanice je založena 39 m hluboko a je dlouhá 111,5 metrů. Na nástupišti je 15 párů prostupů mezi loděmi, s ostěním montovaným z železobetonových tybinků. Konstrukce stanice umožňuje časem prodloužit střední loď jižním směrem tak, aby byl vybudován druhý eskalátorový tunel s výstupem u ulic Lazarská nebo Vodičkova.

### Stanice Karlovo náměstí

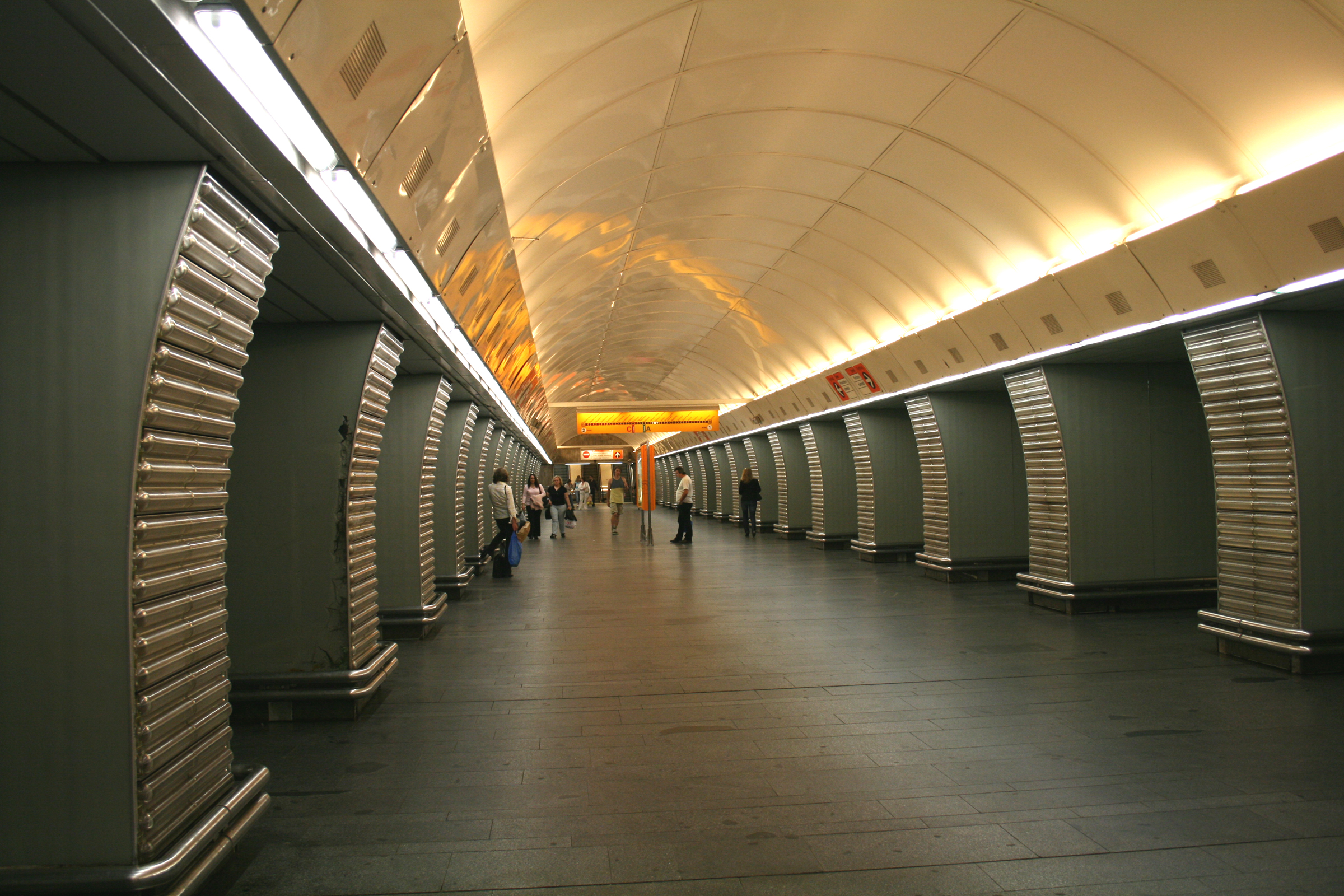
Stanice Karlovo náměstí

Karlovo náměstí je podzemní trojlodní ražená stanice. Založena je 40 m hluboko a dlouhá je 165 m, a to včetně technologického zázemí. Byla vybudována s plnou délkou středního tunelu, částečně pokračujícího i mimo nástupiště (střední loď po krátkých eskalátorech pokračuje jako krátká přestupní chodba (z jižní strany lomená) k eskalátorovým tunelům).
Ostění bylo provedeno ze železobetonových tybinků (traťové tunely k dalším stanicím mají ale oběma směry ostění železobetonové), obklad pak ze skleněných tvarovek (autor ak. soch. František Vízner), umístěných na fólii béžové barvy, typické i v jiných odstínech pro úseky metra I.B, II.B a III.B. Podobné tvarovky, avšak již trochu větší, byly použity i u stanice Jinonice. Stěny v prostupech pak jsou obloženy pouze bezpečnostním sklem CONNEX (podobně jaké téměř na celé lince B).

### Stanice Anděl (dříve Moskevská)

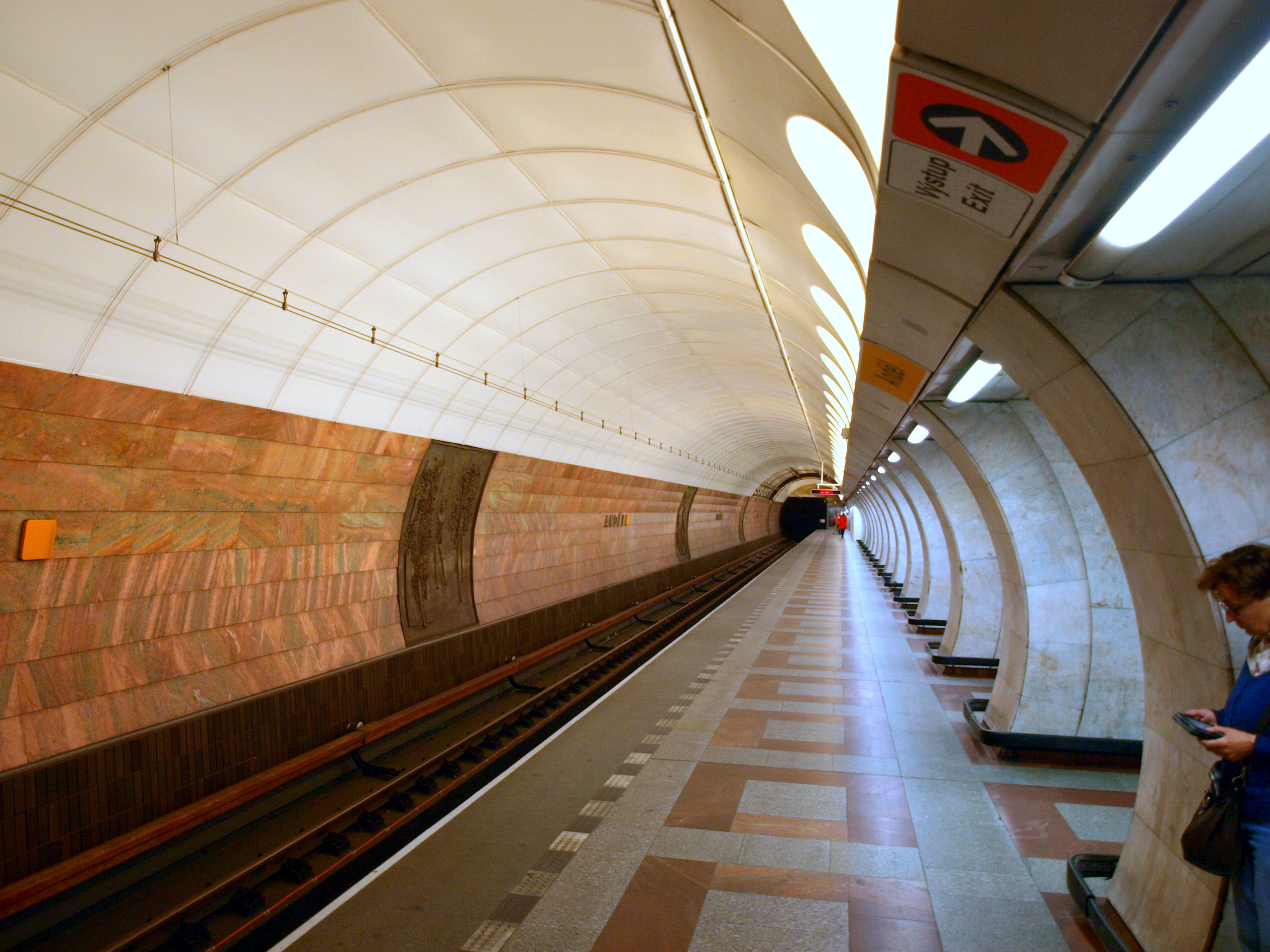
Stanice Anděl

Anděl je trojlodní podzemní ražená stanice (35,4 m pod povrchem) s 27 páry prostupů a plnou délkou středního tunelu. Stanice je 145 m dlouhá, z toho jen nástupiště dosahuje 110 m a šířky 18 m. Z něj vedou dva eskalátorové tunely, napojující se do dvou vestibulů (severní a jižní).
Stanice se začala razit roku 1980, její výstavby se zúčastnili inženýři a architekti z bývalého SSSR (např. Lev Nikolajevič Popov), zatímco pracovníci československého Metrostavu budovali v Moskvě stanici Pražská.

### Stanice Smíchovské nádraží

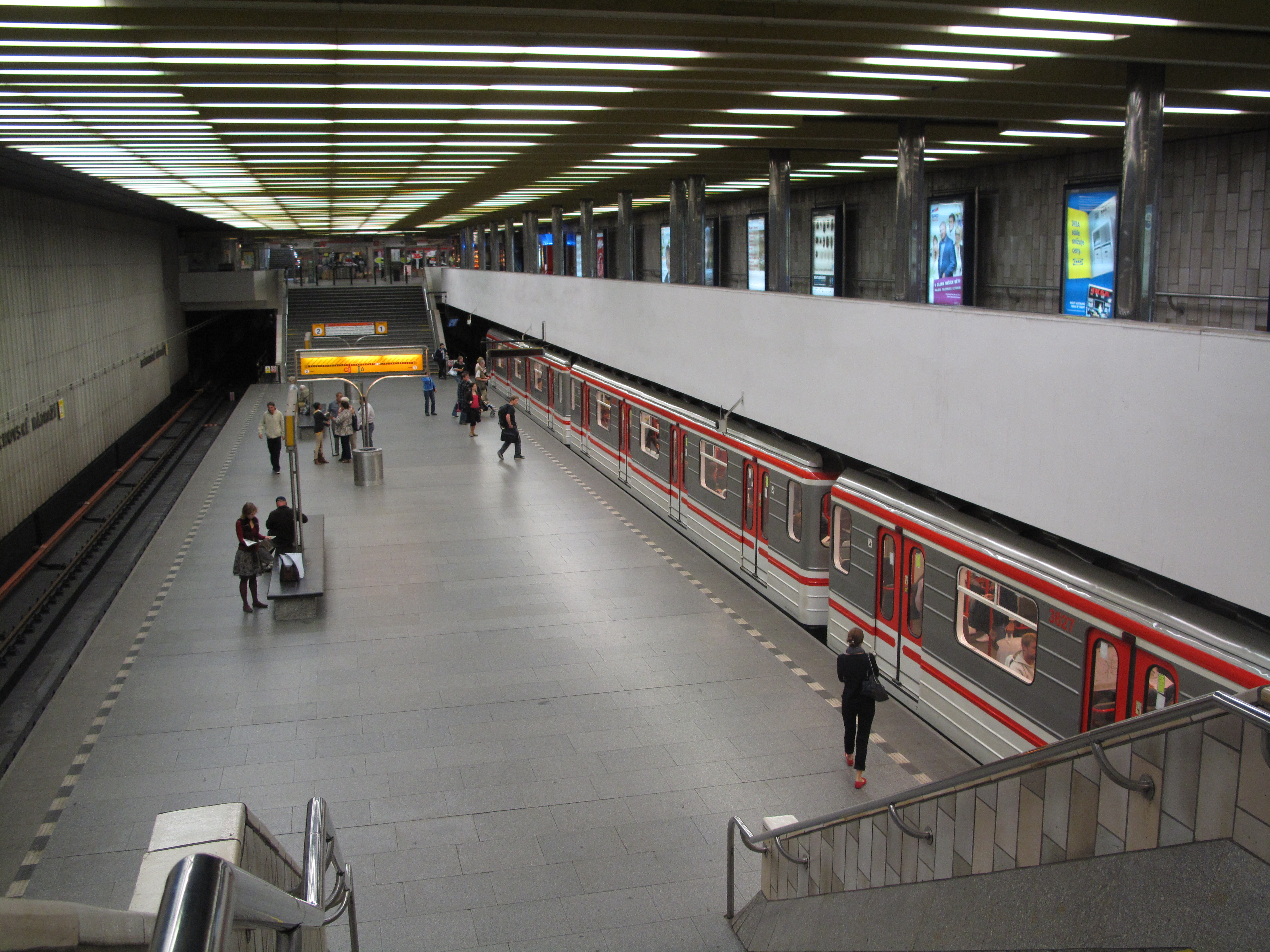
Stanice Smíchovské nádraží

Stanice je hloubená, založená ve stavební jámě kotvenými podzemními a pilotovanými stěnami. Je dvoupodlažní, monolitické, železobetonové konstrukce. Založena je jen 10 m pod povrchem Nádražní ulice, a včetně odstavných kolejí je dlouhá 405 m.
Její nástupiště tvoří velký podzemní prostor, zčásti s ochozem; na ten vedou jak pevná schodiště přímo z nástupiště, tak i výstupy do ulice Nádražní (kde je možno přestoupit na tramvaj), k samotnému nádraží (eskalátory ústí přímo do odbavovací haly nádraží) a k terminálu autobusů.
Jako obklad byl použit strukturovaný beton a béžové keramické desky.

### Stanice Radlická

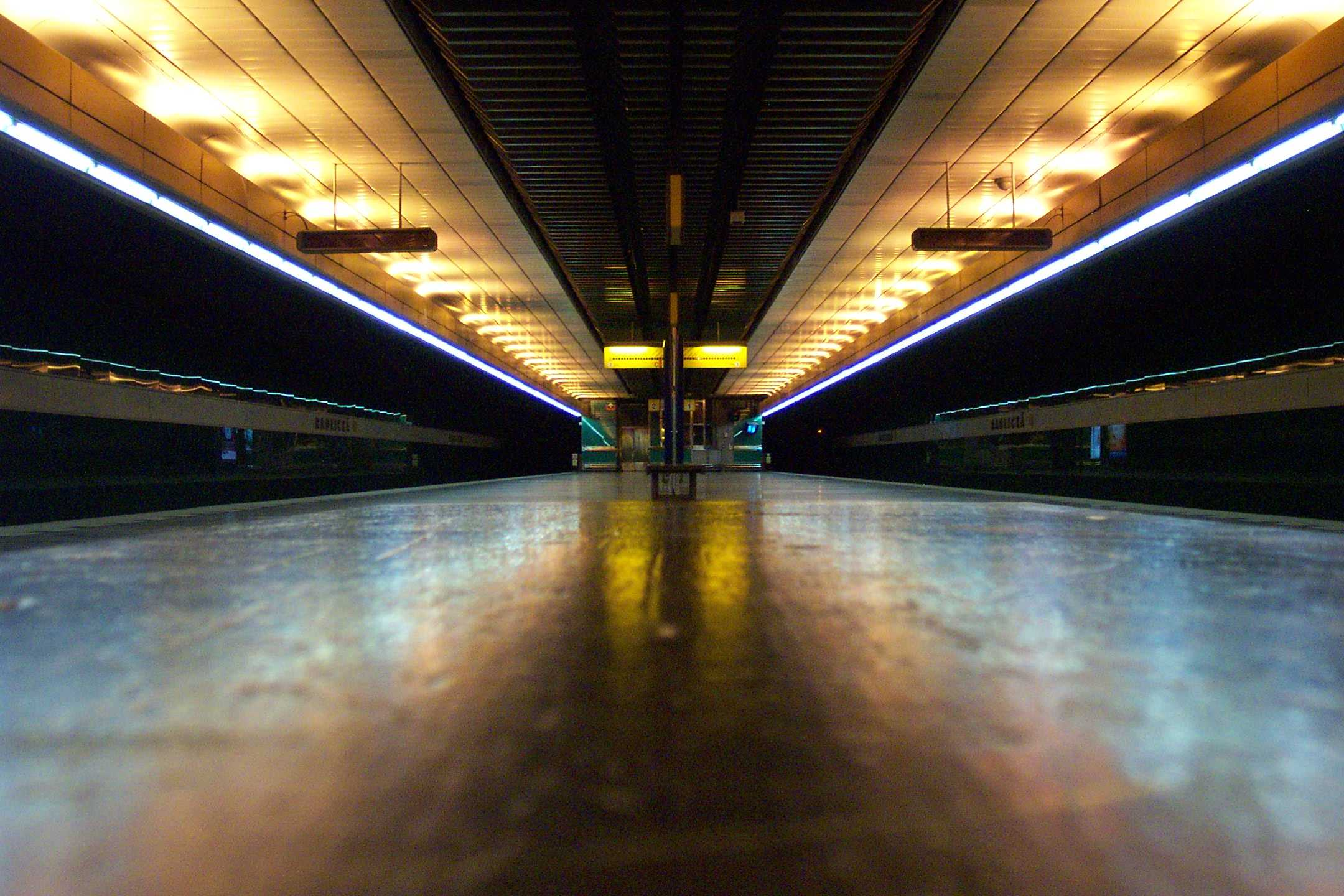
Stanice Radlická

Je to podzemní, hloubená stanice –⁠ založená v jámě, bezpilířová, mělce pod povrchem (10,16 metrů) a krytá kotvenými prefabrikovanými deskami. Je nejméně vytížená z celé sítě pražského metra, v ranní špičce zde vystoupí a nastoupí jen 2 400 lidí. Je tomu tak převážně vzhledem k jejímu okolí; nenachází se zde žádné významnější sídelní ani průmyslové celky. Délka stanice činí 251 metrů, z čehož nástupiště zhruba sto a další technologická zázemí zbylých zhruba sto padesát; stanice má celkem 170 provozních místností. Vestibul Radlické je velmi malý; vestavěn v úrovni polootevřeného atria a spojený s nástupištěm pevným schodištěm. Z atria pak vycházejí další krytá schodiště na úroveň Radlické ulice, kde je zastávka autobusů.
Obklad je ze zelených skleněných tabulí Connex a kovového pruhu s názvem stanice. Na stropě nástupiště byly umístěny speciální lamely, jejichž účelem je tlumit hluk, který způsobují projíždějící vlaky.

### Stanice Jinonice (dříve Švermova)

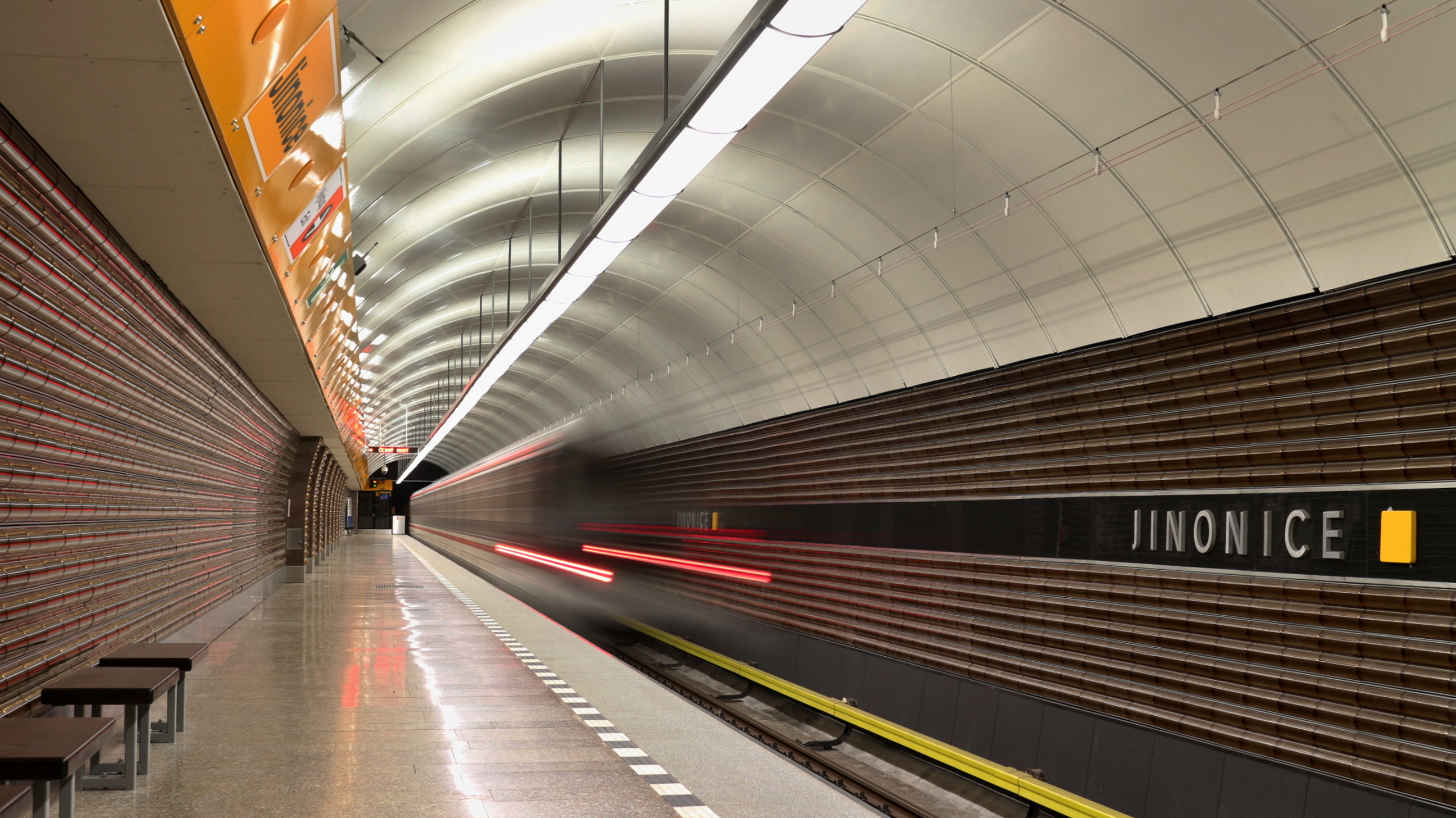
Stanice Jinonice

Stanice je ražená, trojlodní se zkrácenou střední lodí (na 35 m) a se sedmi páry prostupů na nástupiště. Je dlouhá 198 m (z toho 128 m jsou technologické instalace), a nachází se 23 m pod povrchem. Z nástupiště vede jeden výstup eskalátorovým tunelem. Použity byly tříramenné eskalátory sovětské výroby; tunel ústí do povrchového vestibulu. Ten je umístěn u ulice Radlická a pod jeho podlahou je umístěna strojovna eskalátorů.
Obkladem stanice jsou skleněné lisované tvarovky, podobné těm, které byly použité ve stanici Karlovo náměstí, liší se však jejich velikost i barva. Stanice Jinonice byla na počátku 21. století jedinou ze stanic linky B, kde dosud nebylo změněno původní architektonické ztvárnění z 80. let (na rozdíl od stanic úseku I.B, který byl po rekonstrukci v mnohém upraven).

### Stanice Nové Butovice (dříve Dukelská)

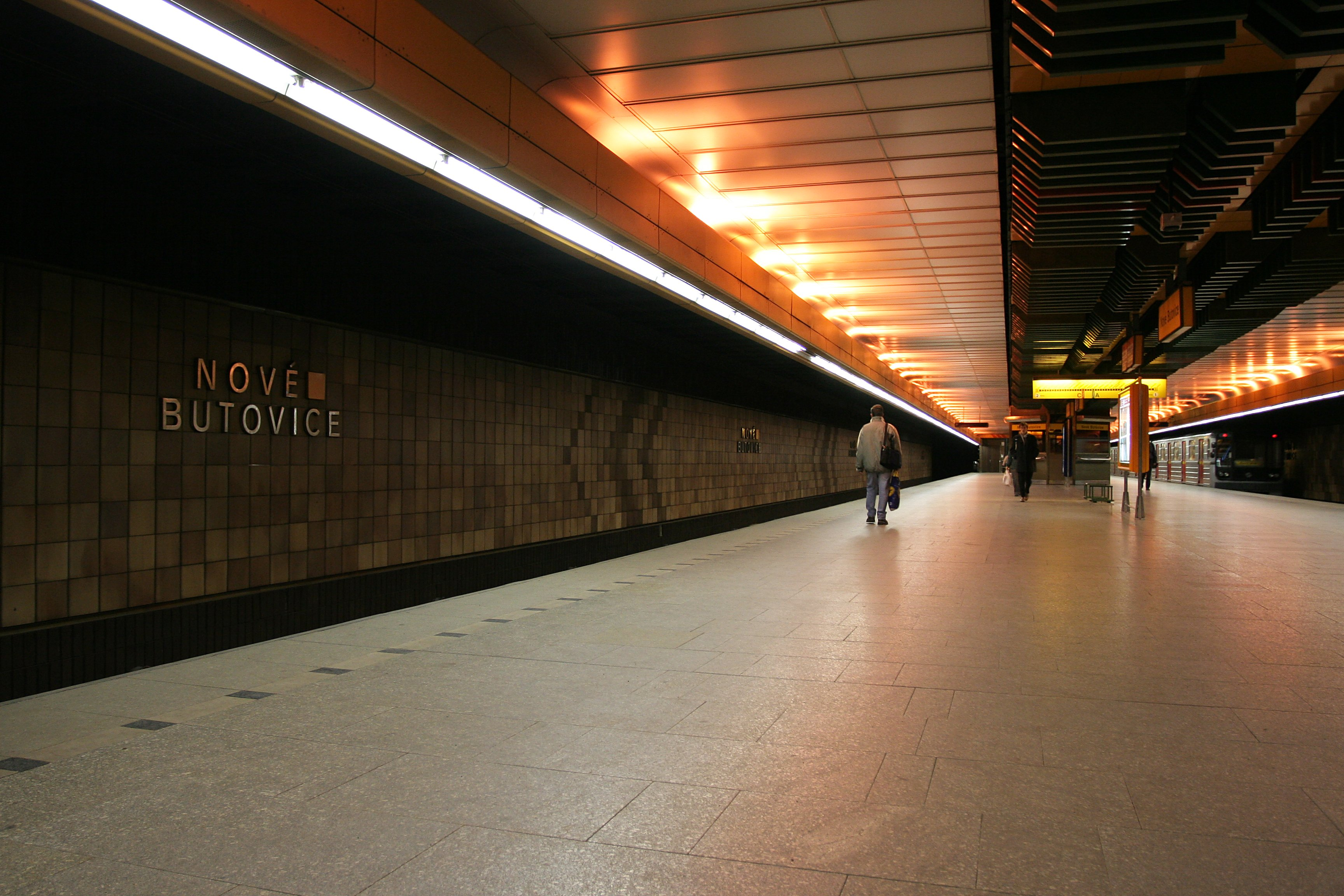
Stanice Nové Butovice

Stanice je hloubená, založená ve stavební jámě, jejíž svahy byly zajištěny kotvenou sítí, na níž byl později nanesen stříkaný beton. Nástupiště stanice je veliká hala bez sloupů, za stanicí se směrem na západ napojuje další úsek V.B a jsou tam i dvě odstavné koleje. Ty se používaly mezi lety 1988 až 1994, kdy Nové Butovice měly charakter konečné stanice. Včetně těchto kolejí je stanice dlouhá 592,7 m, hloubka založení pod zemí je pak 5,3 m.
Obklad stanice tvoří režné keramické desky. Na její vybudování v letech 1986–1988 bylo vynaloženo celkem 179,3 milionů Kčs.

### Stanice Hůrka

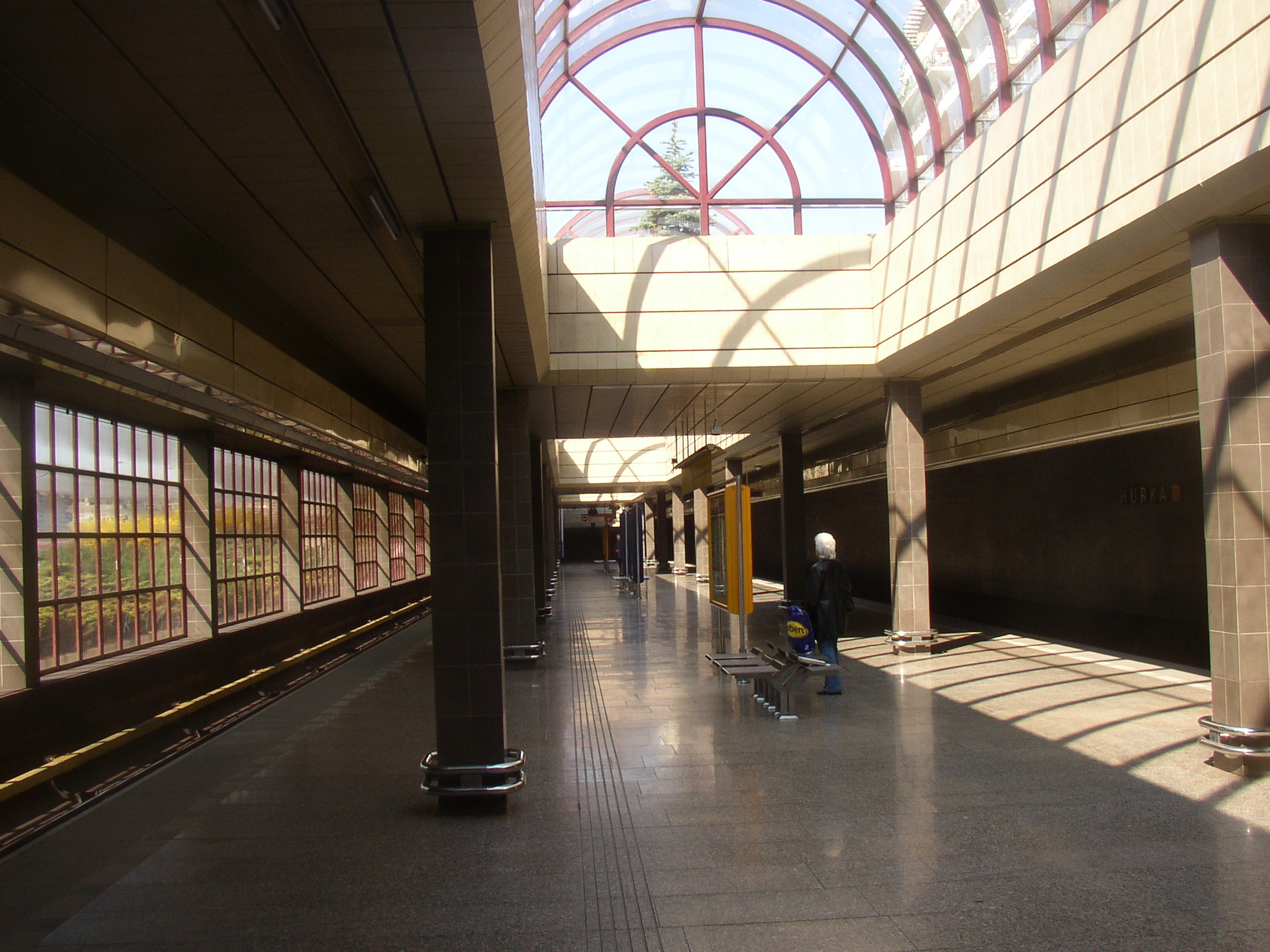
Stanice Hůrka

Hůrka je povrchová stanice, byla začleněna do přilehlé pěší zóny na sídlišti, která se nachází nad úrovní jejího nástupiště. Proto se tak samotná stanice nachází pod úrovní terénu, byť uměle zvýšeného.
V prostoru nástupiště podpírají strop dvě řady sloupů. Dostatek světla zajišťuje přes den jednak prosklená jižní stěna za nástupištěm, jednak i zasklené světlíky vycházející ze stropu nástupiště, v noci pak dvě řady osvětlení, umístěné na stropě u obou kolejí. Obklad stěn tvoří keramické dlaždice v tmavě šedé barvě, strop je obložen bílými obklady kovovými.
Výstup má stanice jeden. Vychází ze západního konce nástupiště, v jeho ose po pevném schodišti do proskleného vestibulu železobetonové konstrukce. Ten tvoří zároveň i samotné centrum Slunečního náměstí.
Směrem ke stanici Lužiny (západně) se nachází prosklený mostní tubus, překonávající stodůlecký Centrální park. Na východ se pak nachází stanice Nové Butovice, která je již součástí úseku III. B.

### Stanice Lužiny

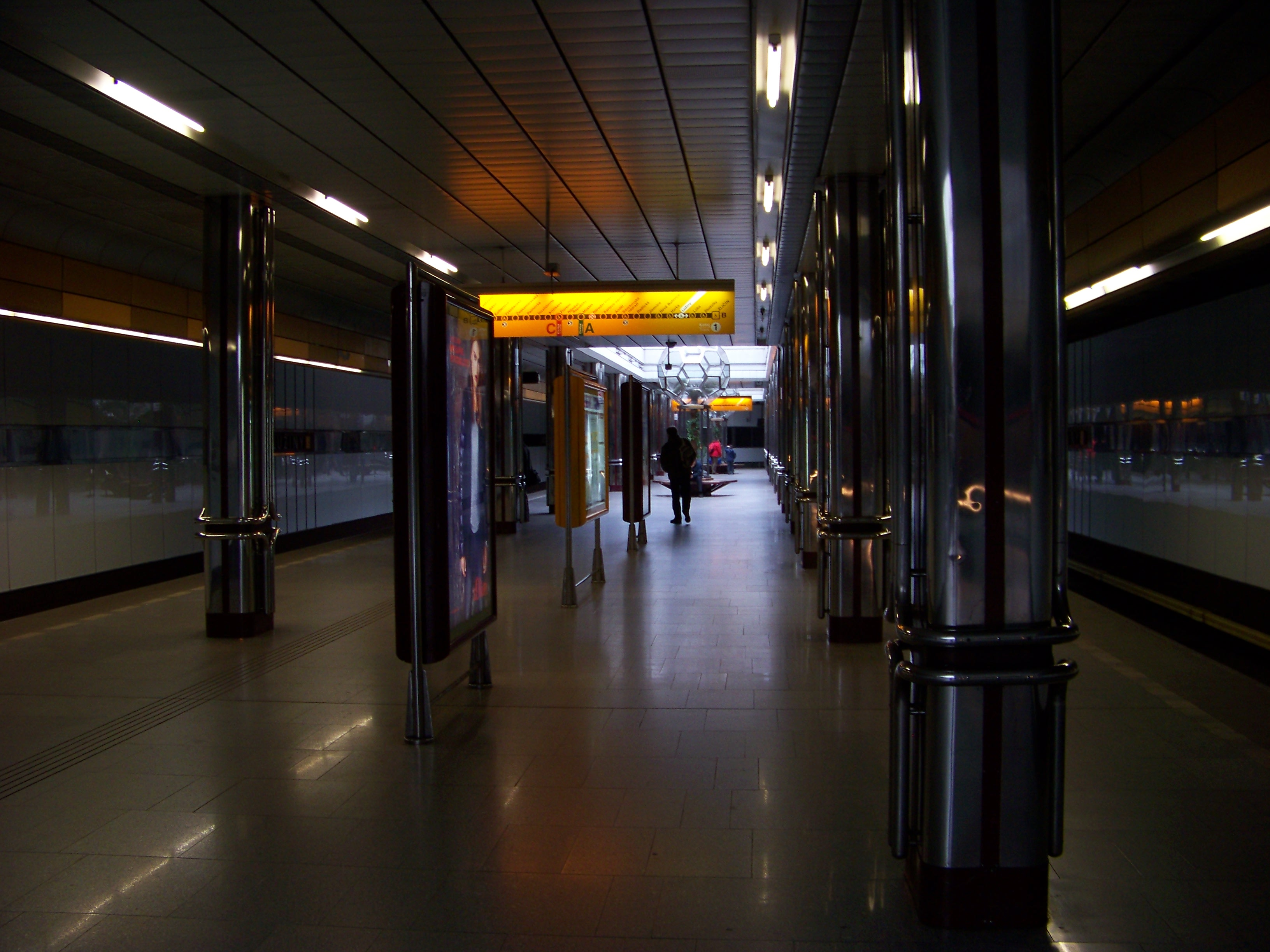
Stanice Lužiny

Stanice je hloubená, budovaná v jámě 7 m hluboko, s nástupištěm podpíraným pilíři a se stropními světlíky, zastřešenými skleněnou střechou na úrovni povrchu. Výstup je jen jeden, východním směrem, vedoucí přímo na povrch a do sídliště a dále k přilehlé autobusové zastávce. S nástupištěm je spojený pevným schodištěm. Na nástupišti jsou dekorativní palmy, umístěné ve skleněných kopulích v místech pod světlíky. Stěny jsou obloženy bílým dekorativním sklem a částečně i nerezovými prvky.

### Stanice Luka

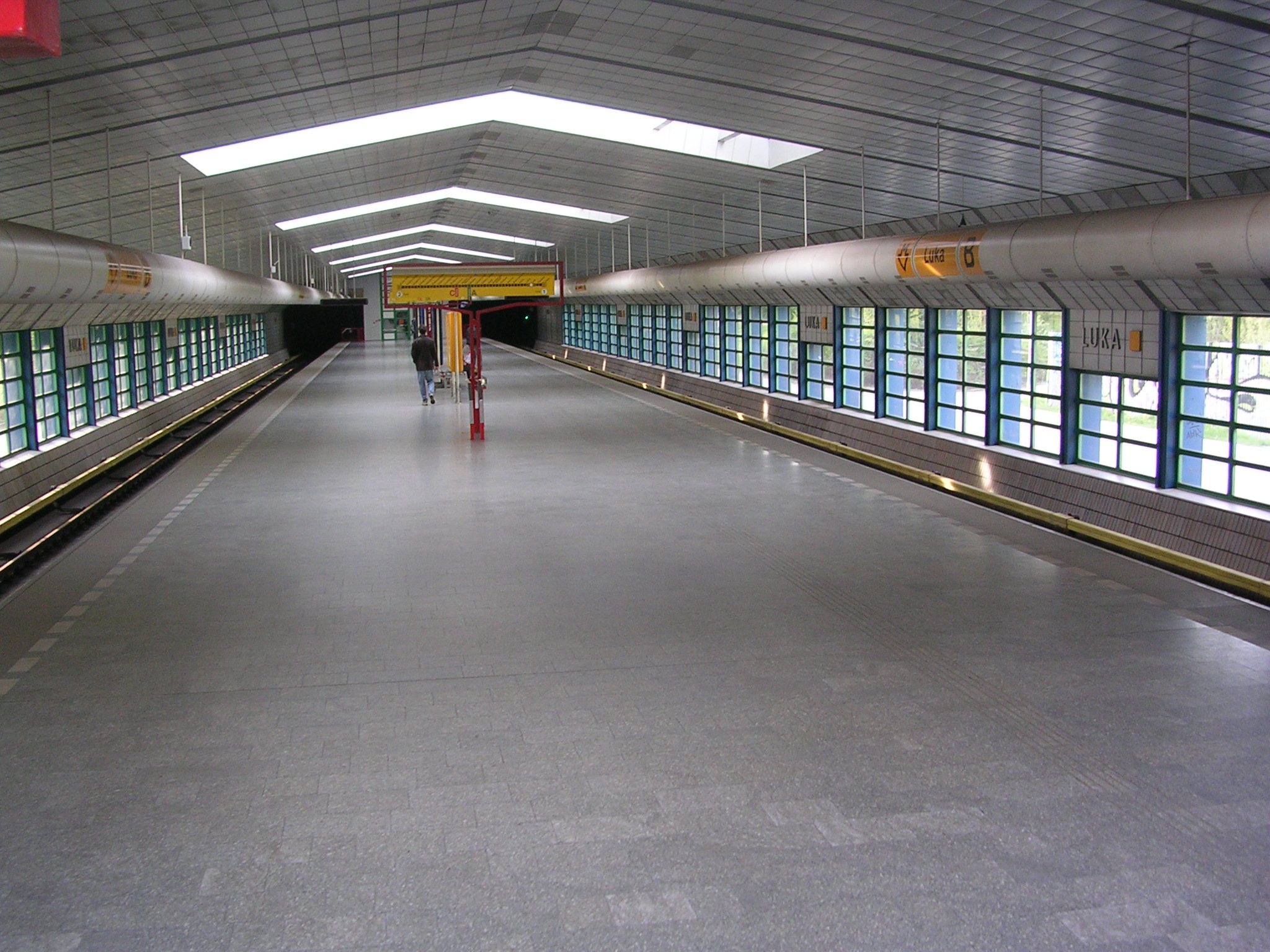
Stanice Luka

Luka je povrchová stanice, s ostrovním nástupištěm, zastřešená a se střešními okny. Prosklené jsou také stěny za nástupištěm. Na nástupišti nejsou sloupy, konstrukce střechy je podpírána bočními stěnami. Ven z nástupiště vede východním směrem po pevném schodišti výstup, který se napojuje na nadchod nad přilehlou ulicí, kde je i zastávka autobusu. Je zde umožněn přístup i pro handicapované občany pomocí výtahu. Stanice je natřena na bílo zevnitř a namodro zvenku.

### Stanice Stodůlky

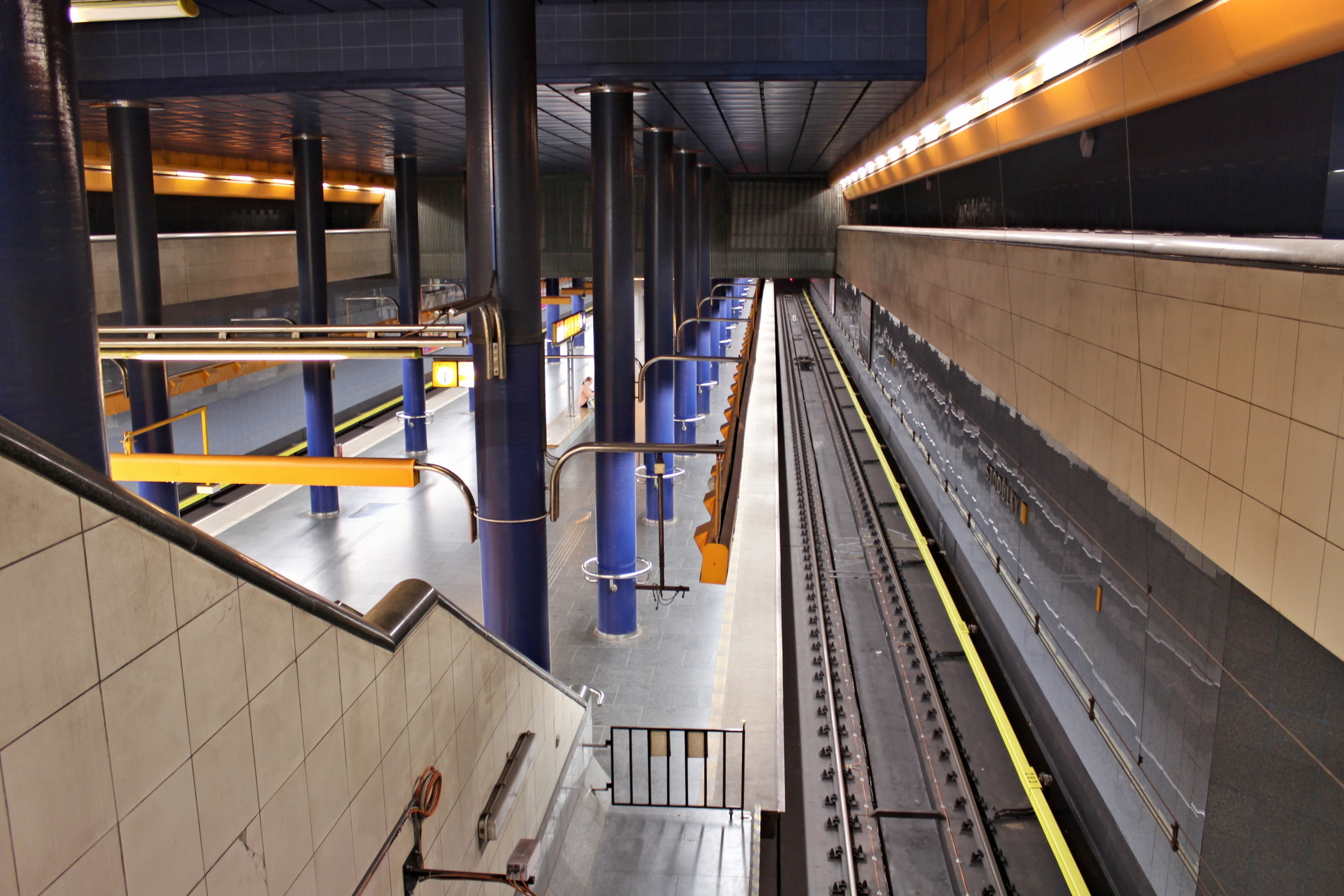
Stanice Stodůlky

Konstrukce stanice Stodůlky je velmi podobná stanici Smíchovské nádraží. Je hloubená, založena mělce pod zemí (13,1 m) a s ostrovním nástupištěm. To je konstruováno jako několikapodlažní a je podpíráno dvěma řadami sloupů.
Obklad v prostoru stanice je proveden modrými keramickými deskami či kovem. Stanice patřila k nejméně vytíženým; obrat cestujících zde dosahoval okolo 8 000 lidí (denně?), což je jen o nepatrně více než například ve stanicích Radlická nebo Kolbenova. V dnešní době (2014) se již situace změnila a obrat cestujících se značně zvýšil kvůli nově vystavěným administrativním komplexům velkých firem v blízkosti metra –⁠ například Siemens, Interoute Czech, Hyundai Motors Czech, Komerční banka nebo Vodafone.

### Stanice Zličín

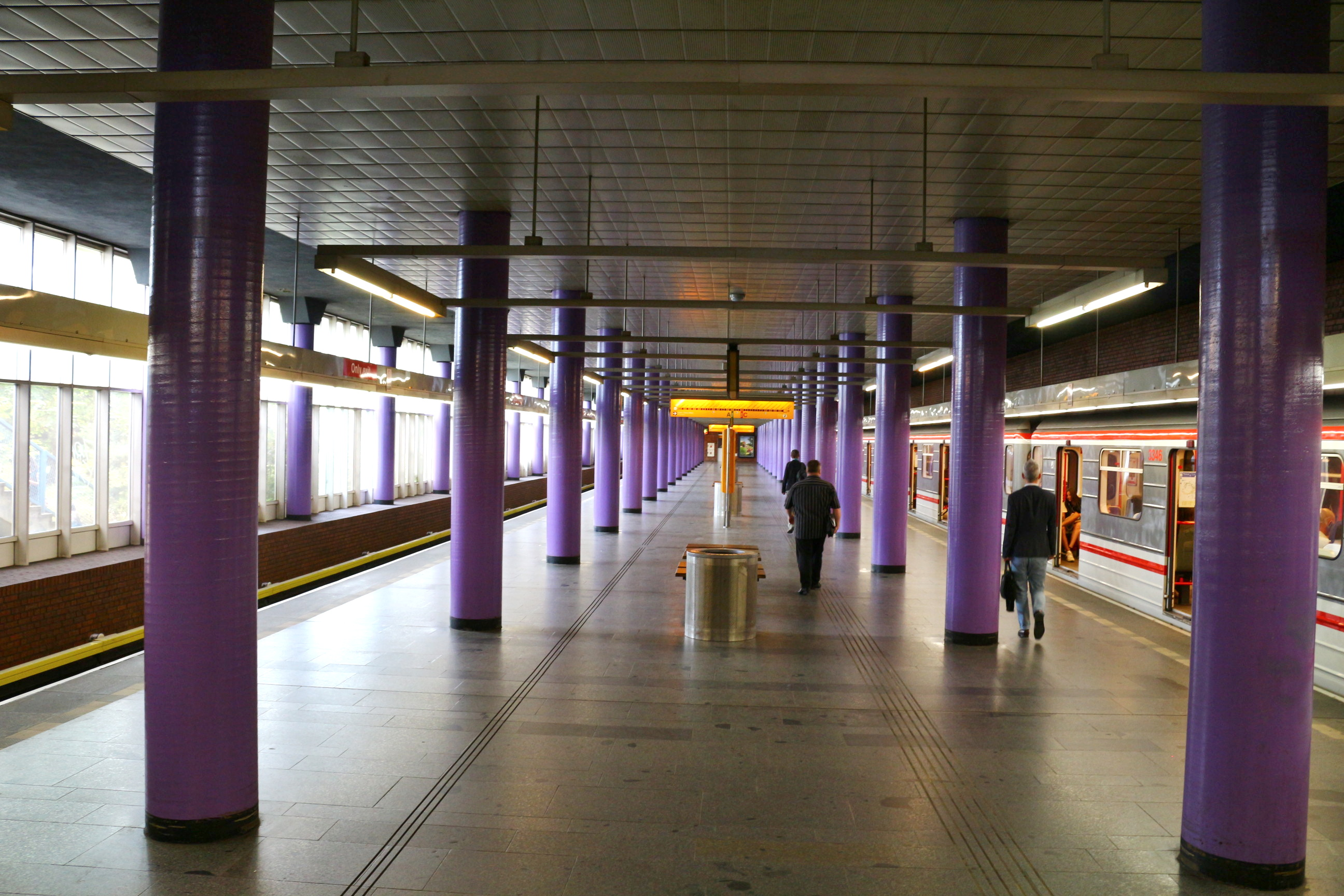
Stanice Zličín

Stanice je dlouhodobě koncová, hloubená. Leží téměř 3 metry pod povrchem v nadmořské výšce 380 m n. m. a je tak nejvýše položenou stanicí metra v Praze. Za stanicí se nachází jedna kolej umožňující obrat vlaků a následuje vyústění tunelů na povrch do areálu depa Zličín, které bylo dokončeno v roce 1994 a v roce 2003 zde byly dobudovány další dvě haly. Obkladem stanice jsou stylizované cihly a sklo. Stanice má jeden výstup po pevném schodišti a jeden vestibul. Na povrchu jsou stanoviště pro příměstské a městské linky. Zvláštností je, že ačkoli je stanice 3 metry pod terénem, je jedna strana prosklená.